# Lijst van vlaggen van Russische gemeenten
Dit artikel bevat een lijst van vlaggen van Russische gemeenten. Rusland bestaat uit 24.508 gemeenten. Vanwege het (potentieel) grote aantal, worden ze hier niet getoond. Dit lijst toont alleen vlaggen van plaatsen met meer dan 50.000 inwoners.

## A

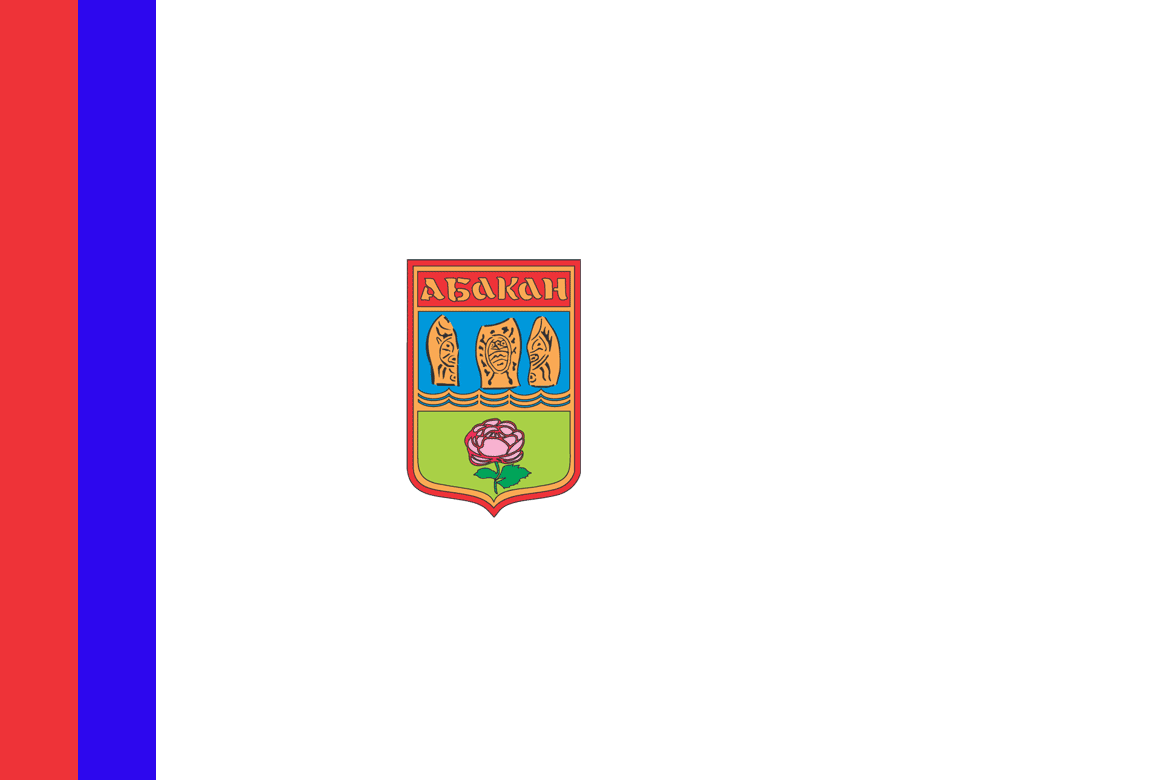
Abakan
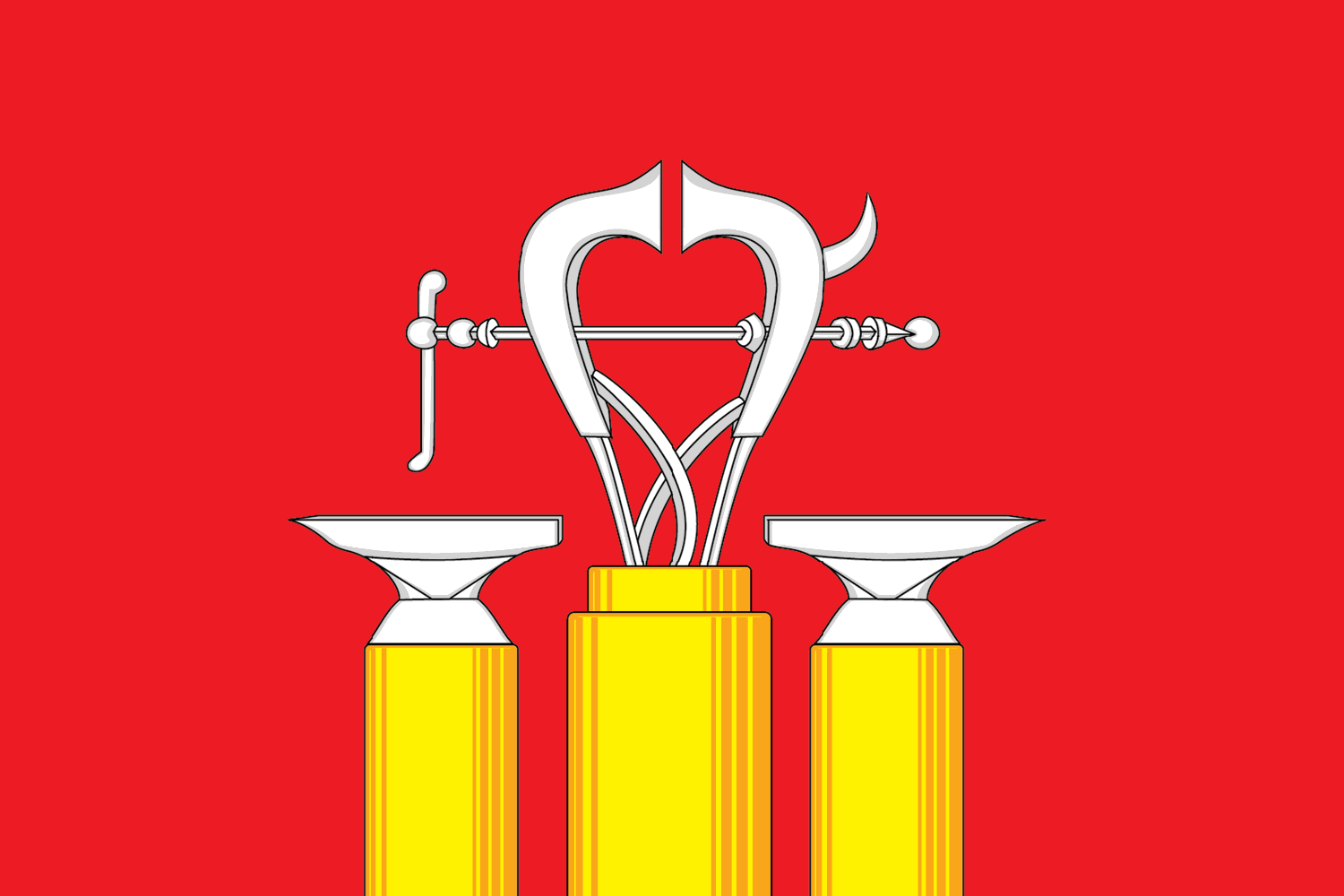
Aleksandrov
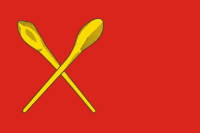
Aleksin
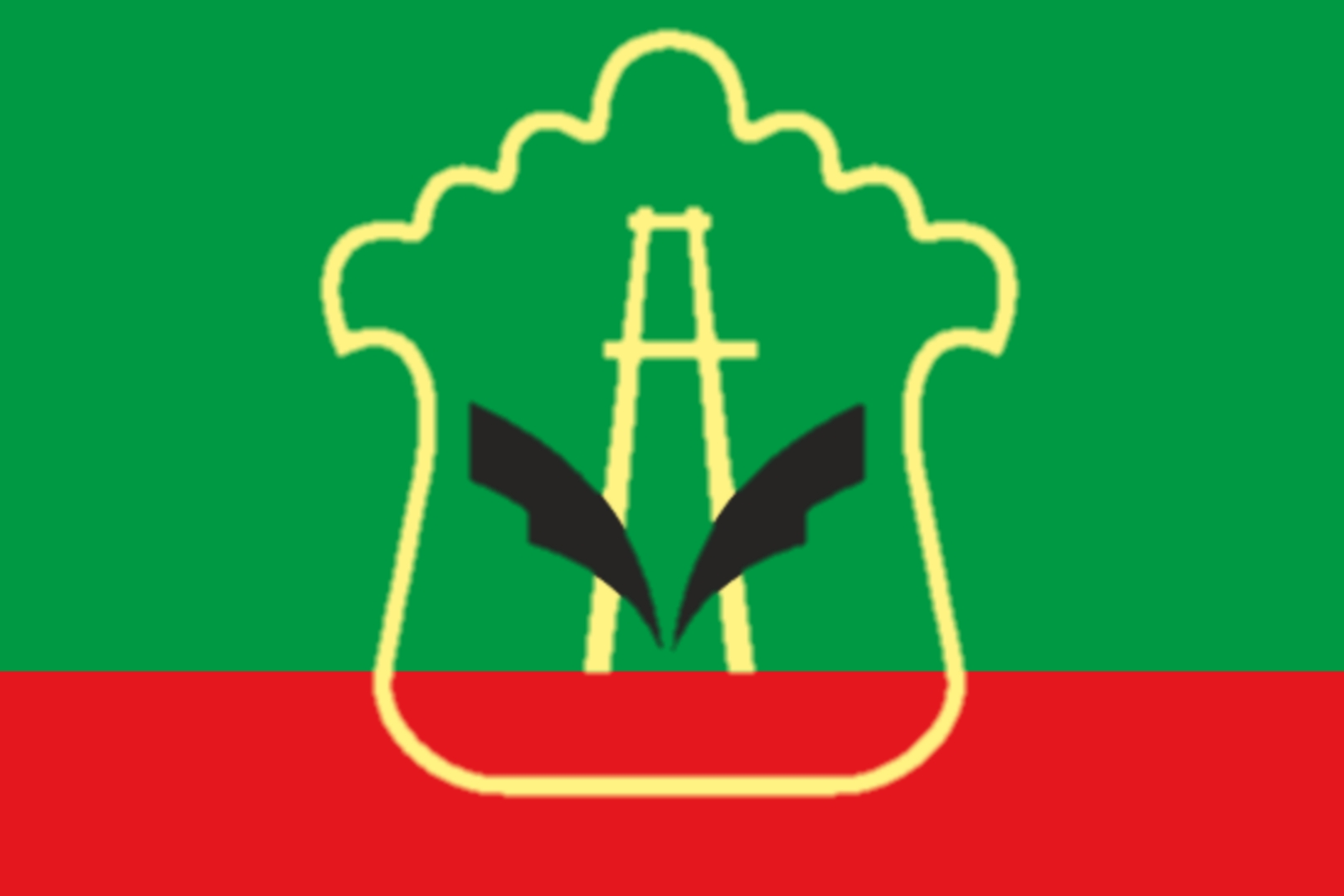
Almetjevsk
Anapa
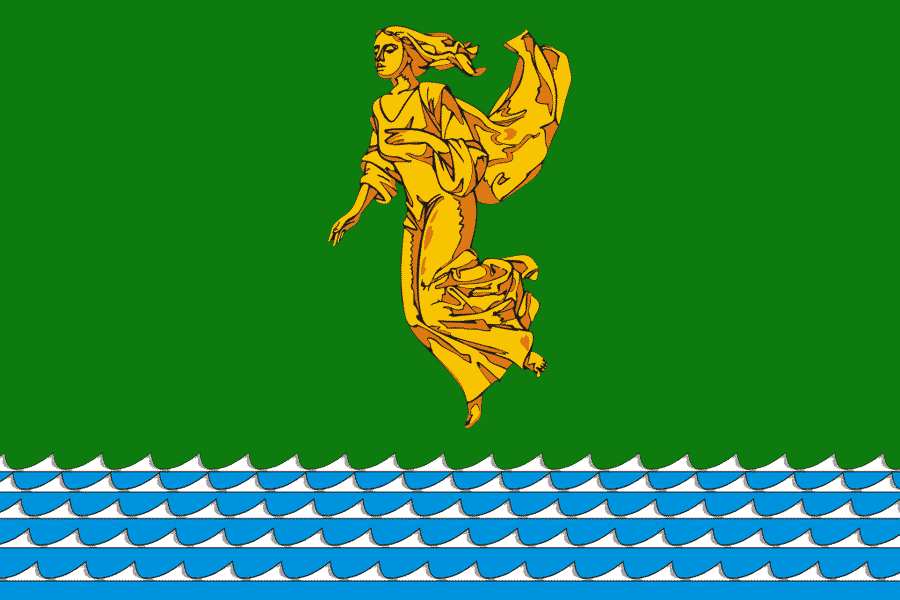
Angarsk
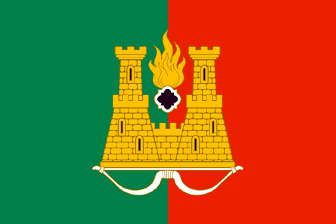
Anzjero-Soedzjensk
Archangelsk
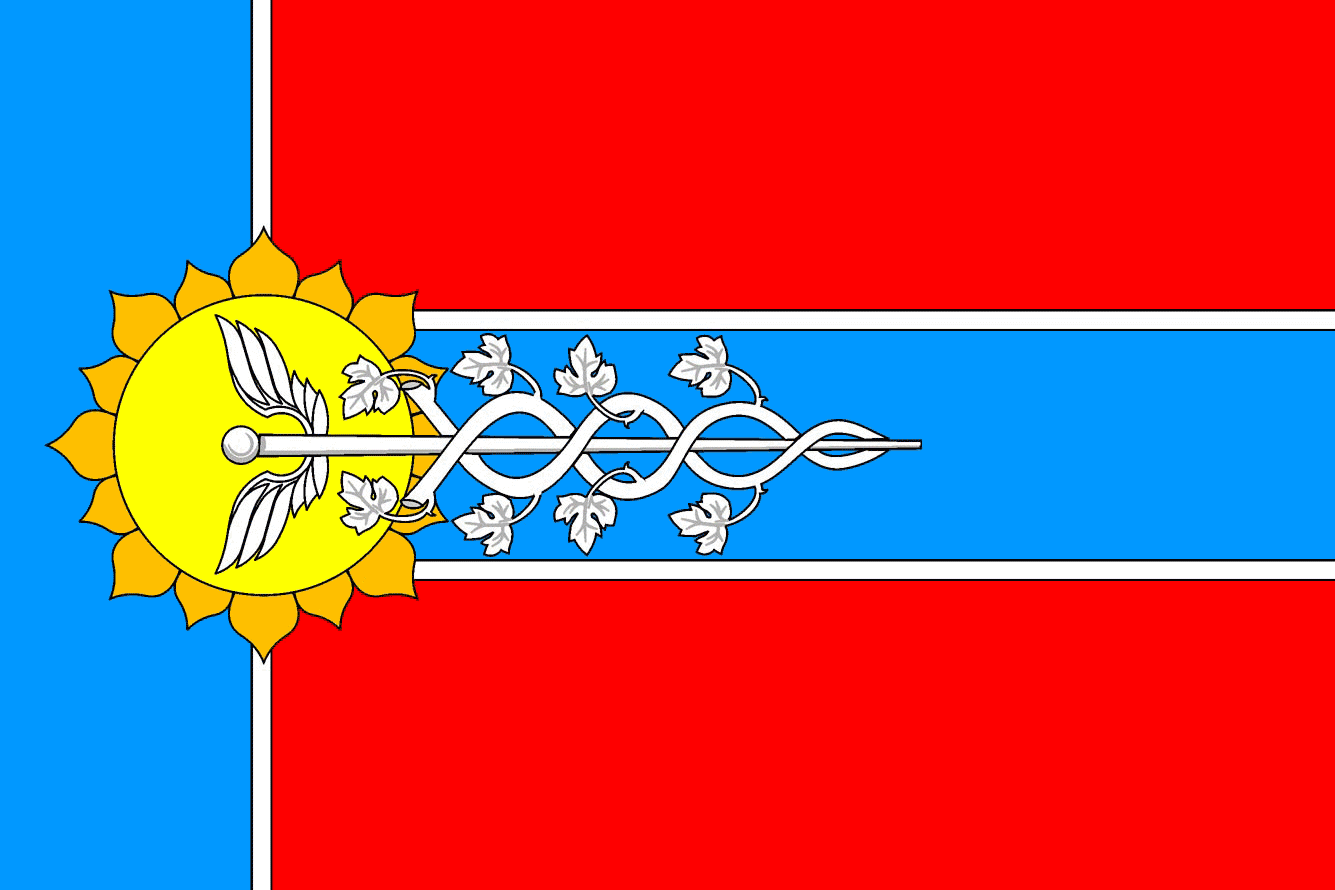
Armavir
Artjom
Arzamas
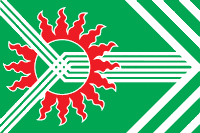
Asbest
Astrachan Vlag
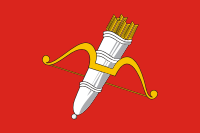
Atsjinsk
Azov

## B

Balakovo
Balasjicha
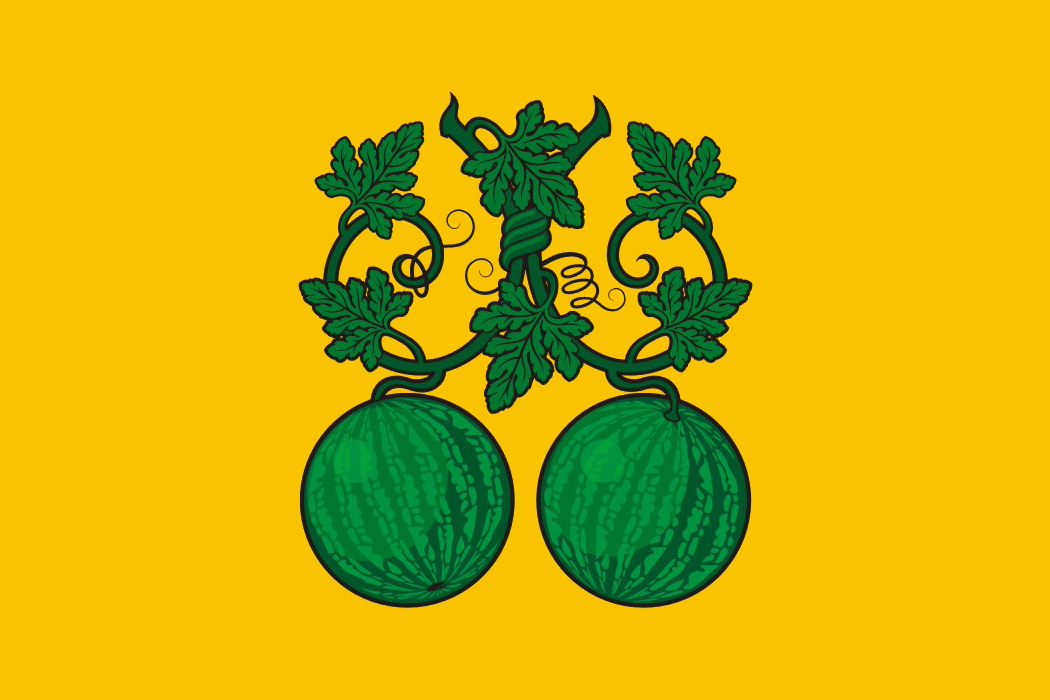
Balasjov
Barnaoel
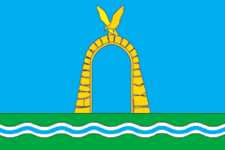
Batajsk
Belebey
Belgorod Vlag
Belogorsk
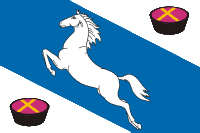
Beloretsjensk
Beloretsk
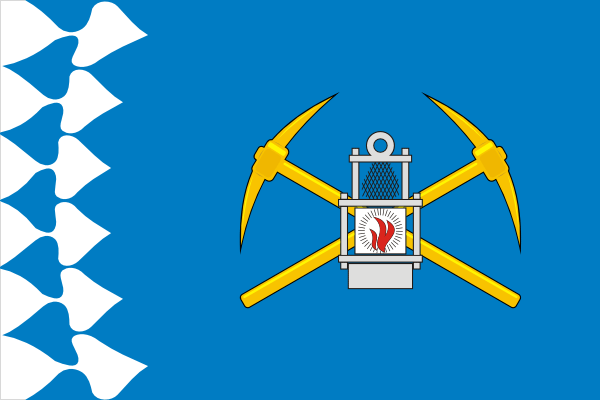
Belovo
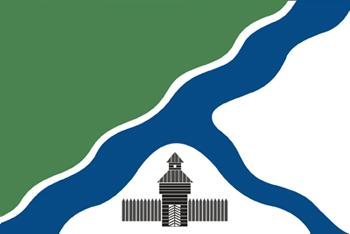
Berdsk
Berezniki
Berjozovski
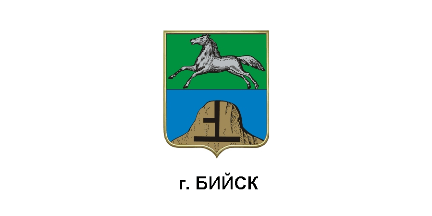
Biejsk
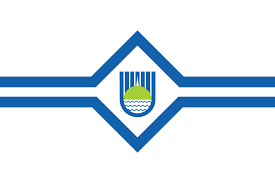
Birobidzjan
Blagovesjtsjensk
Boedjonnovsk
Boegoelma
Boejnaksk
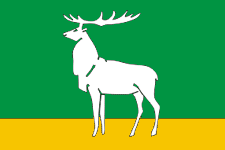
Boezoeloek
Bor
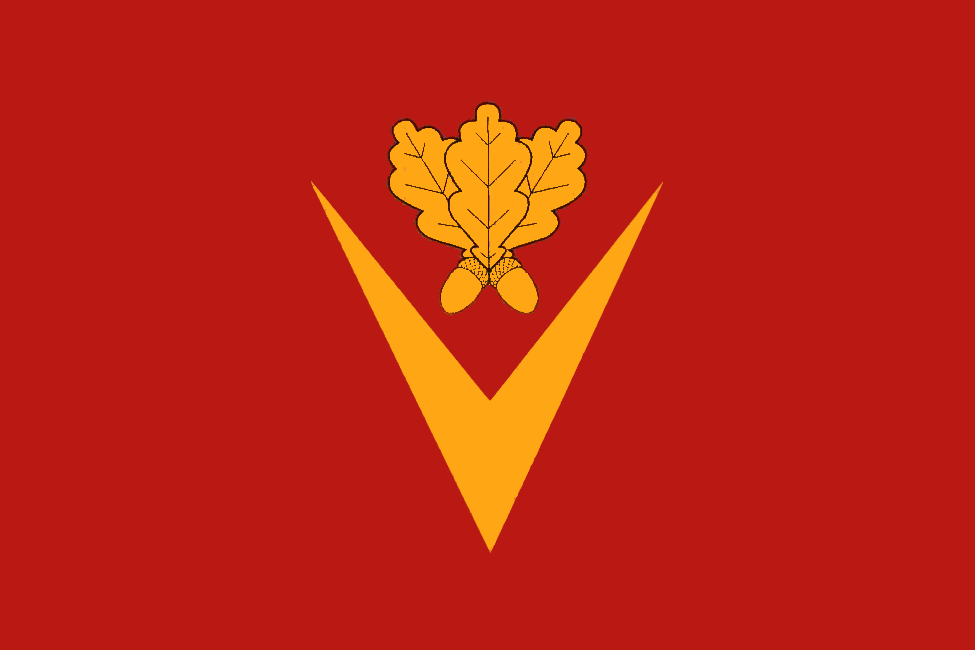
Borisoglebsk
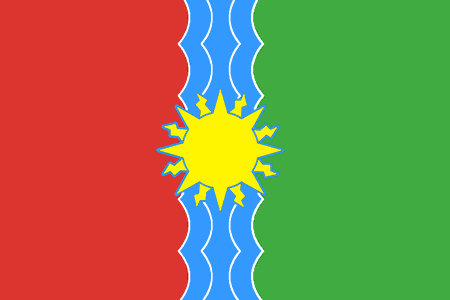
Bratsk
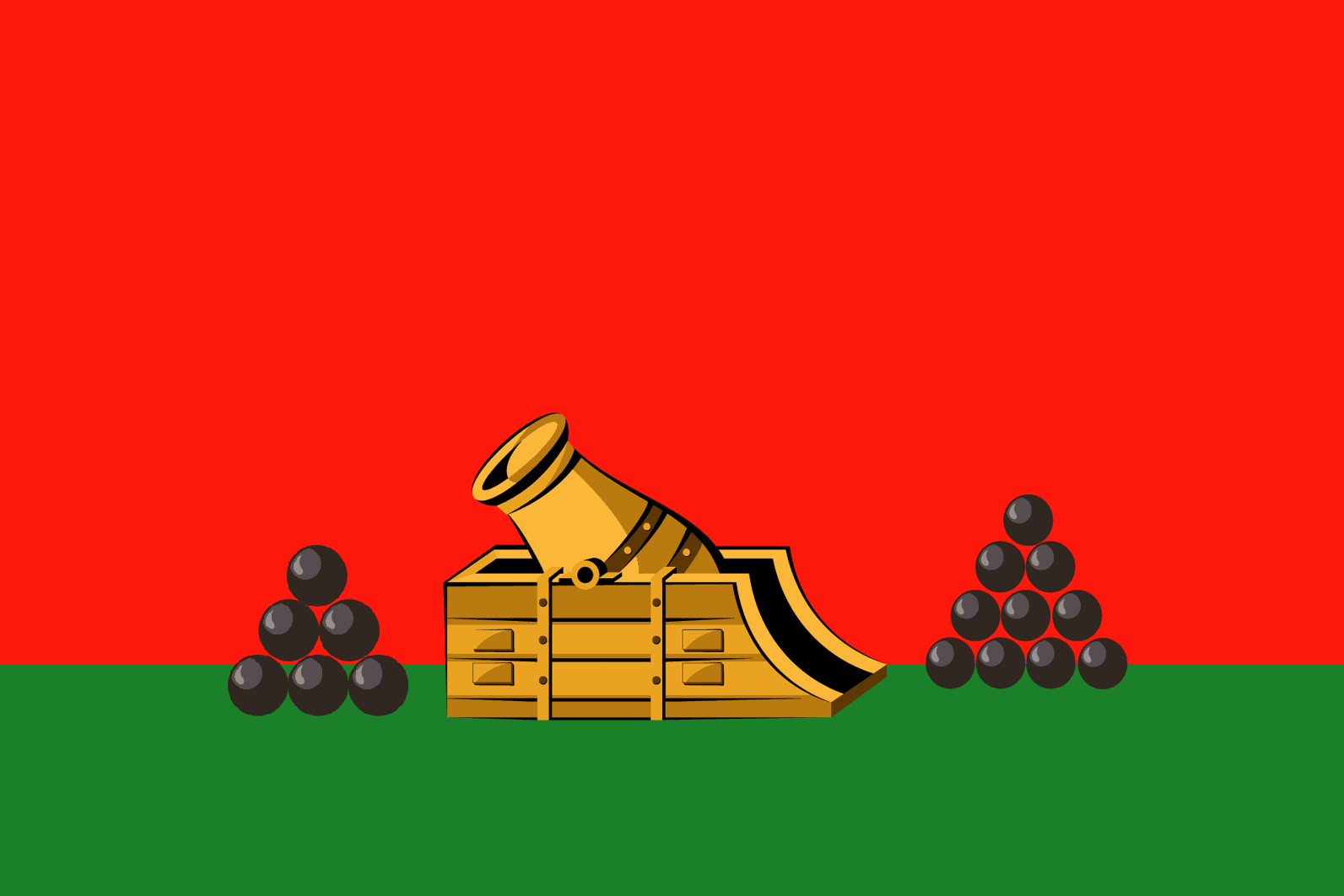
Brjansk

## C

Chabarovsk
Chanty-Mansiejsk
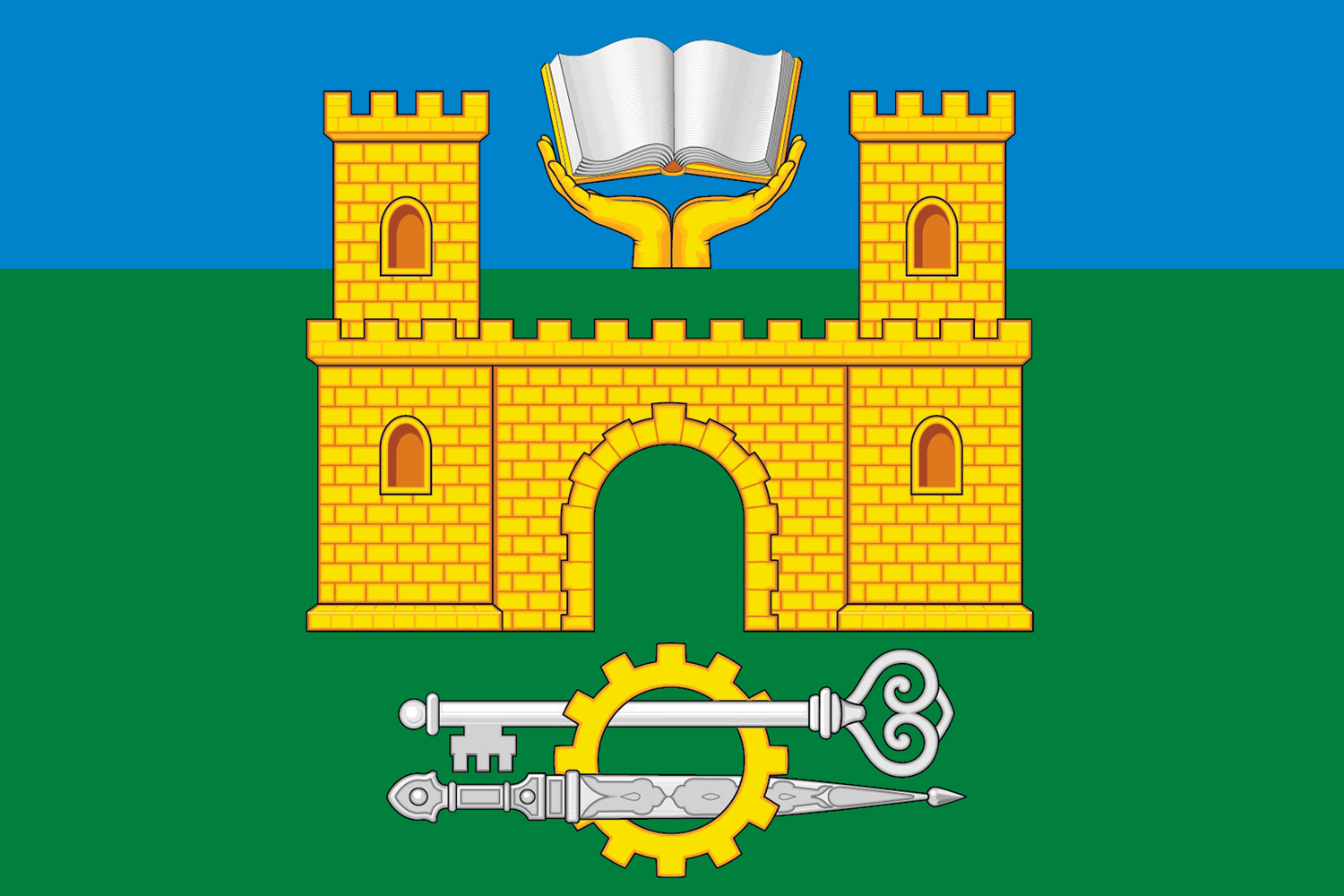
Chasavjoert
Chimki

## D

Derbent
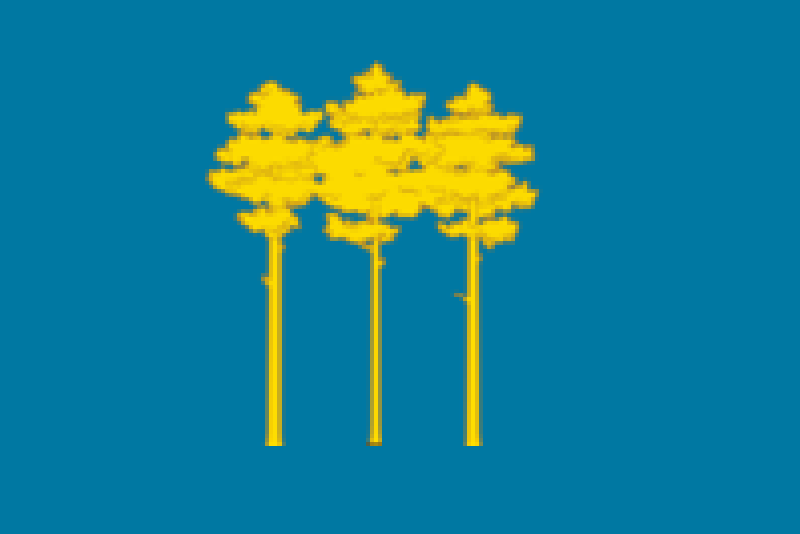
Dimitrovgrad
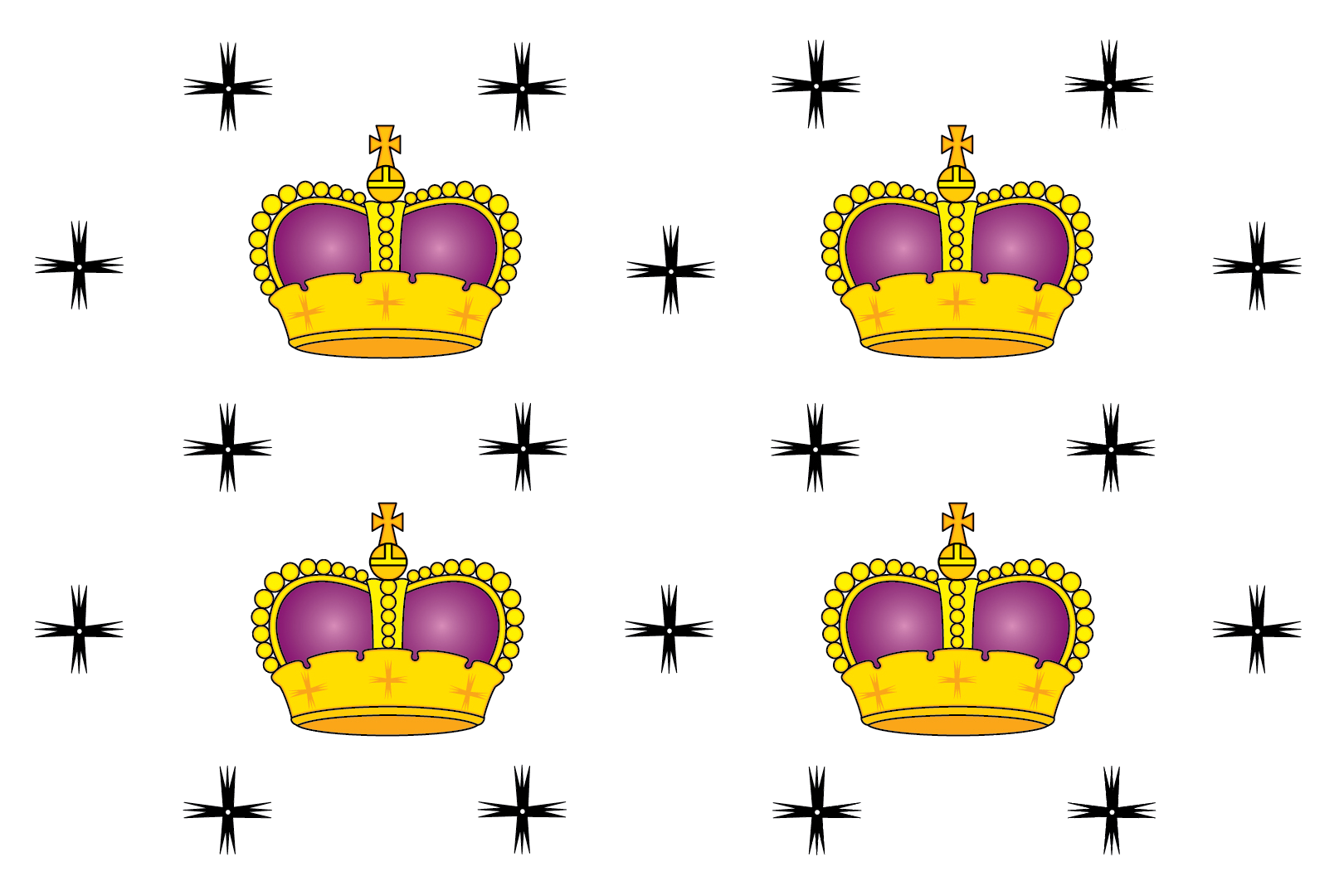
Dmitrov
Doebna
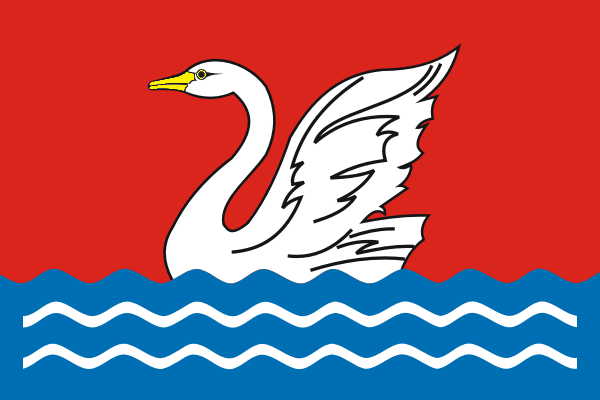
Dolgoproedny
Domodedovo
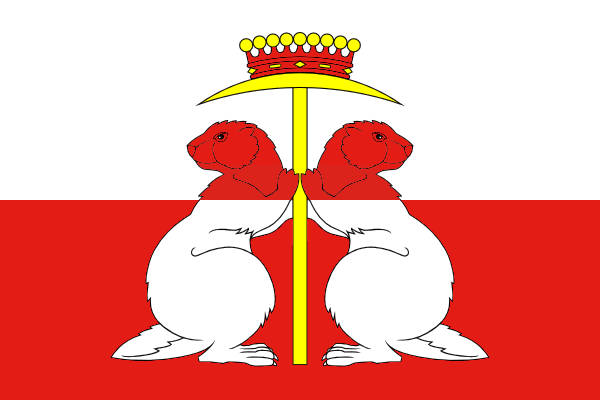
Donskoj
Dzerzjinsk
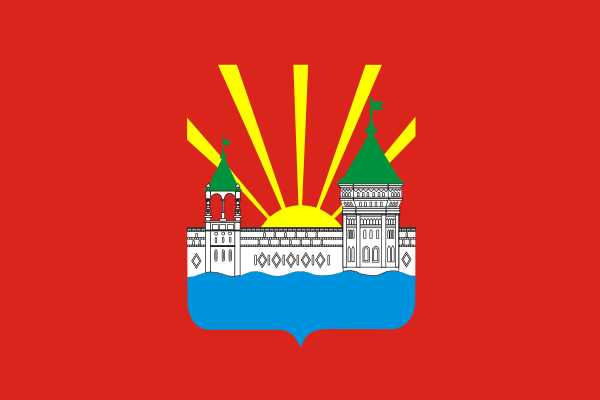
Dzerzjinski

## E

Elektrostal
Elista
Engels

## F

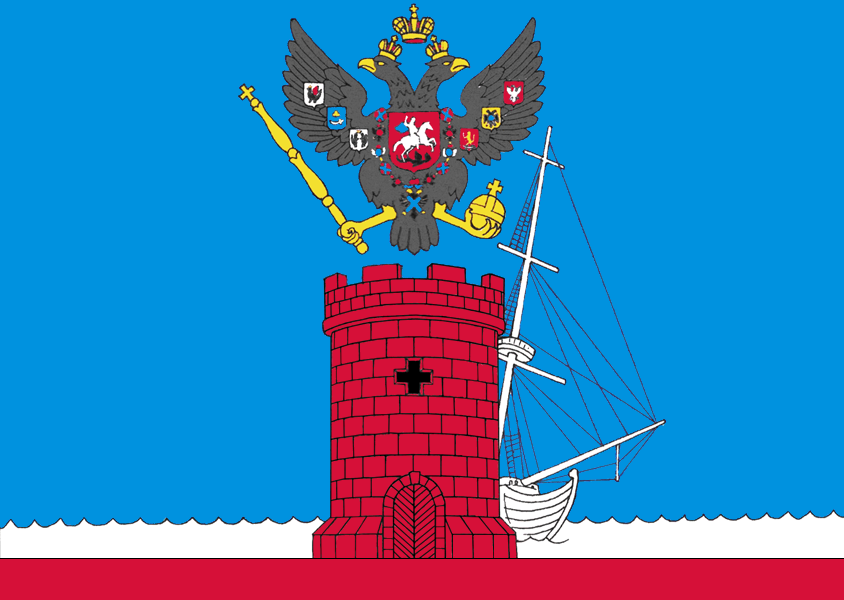
Feodosija
Frjazino

## G

Gatsjina
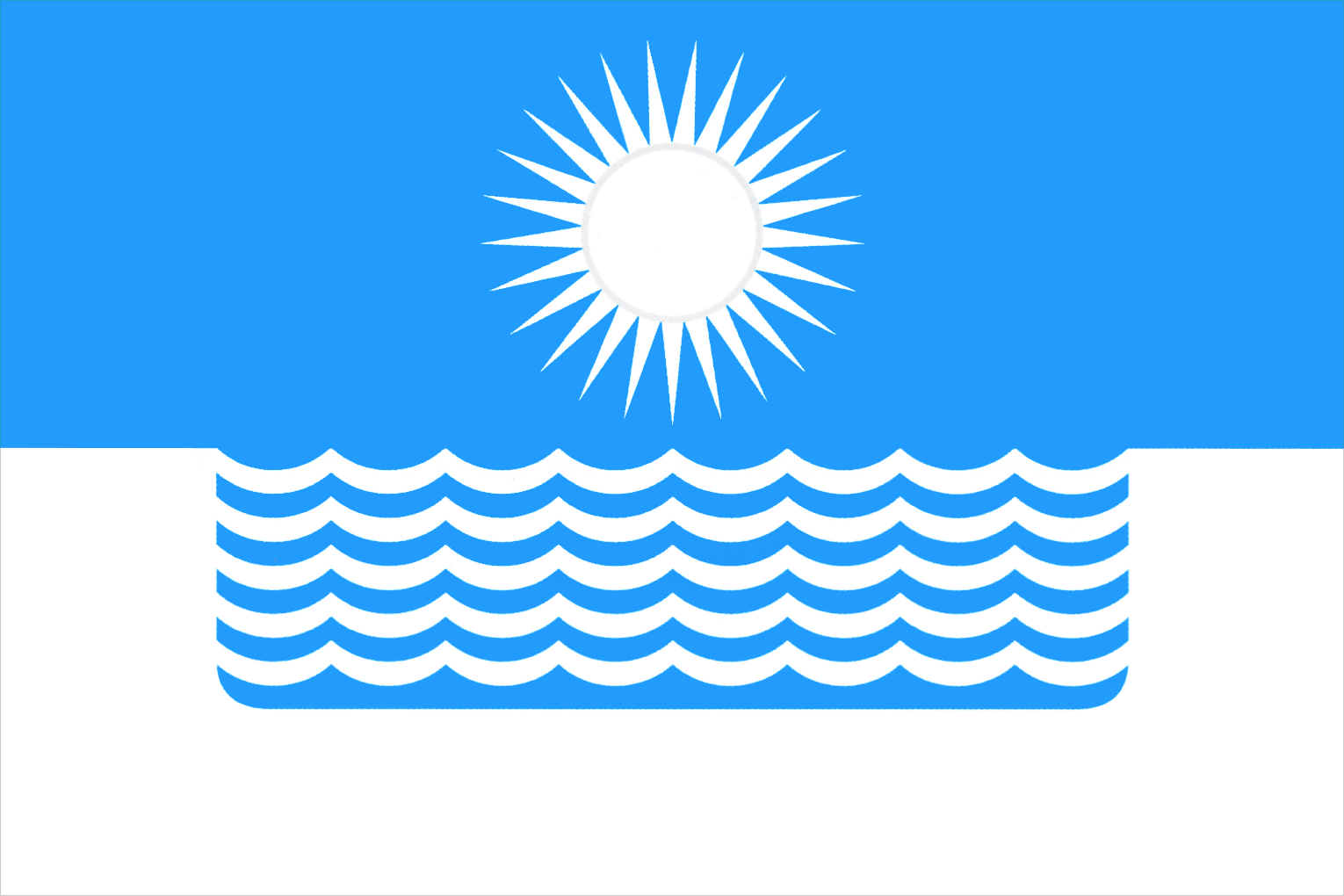
Gelendzjik
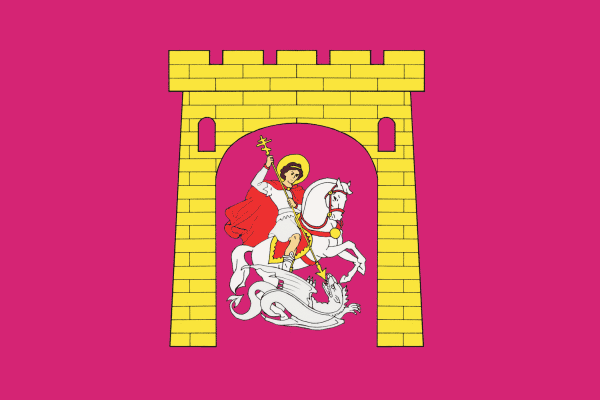
Georgiejevsk
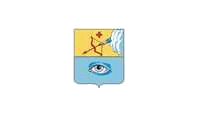
Glazov
Goebkin
Goedermes
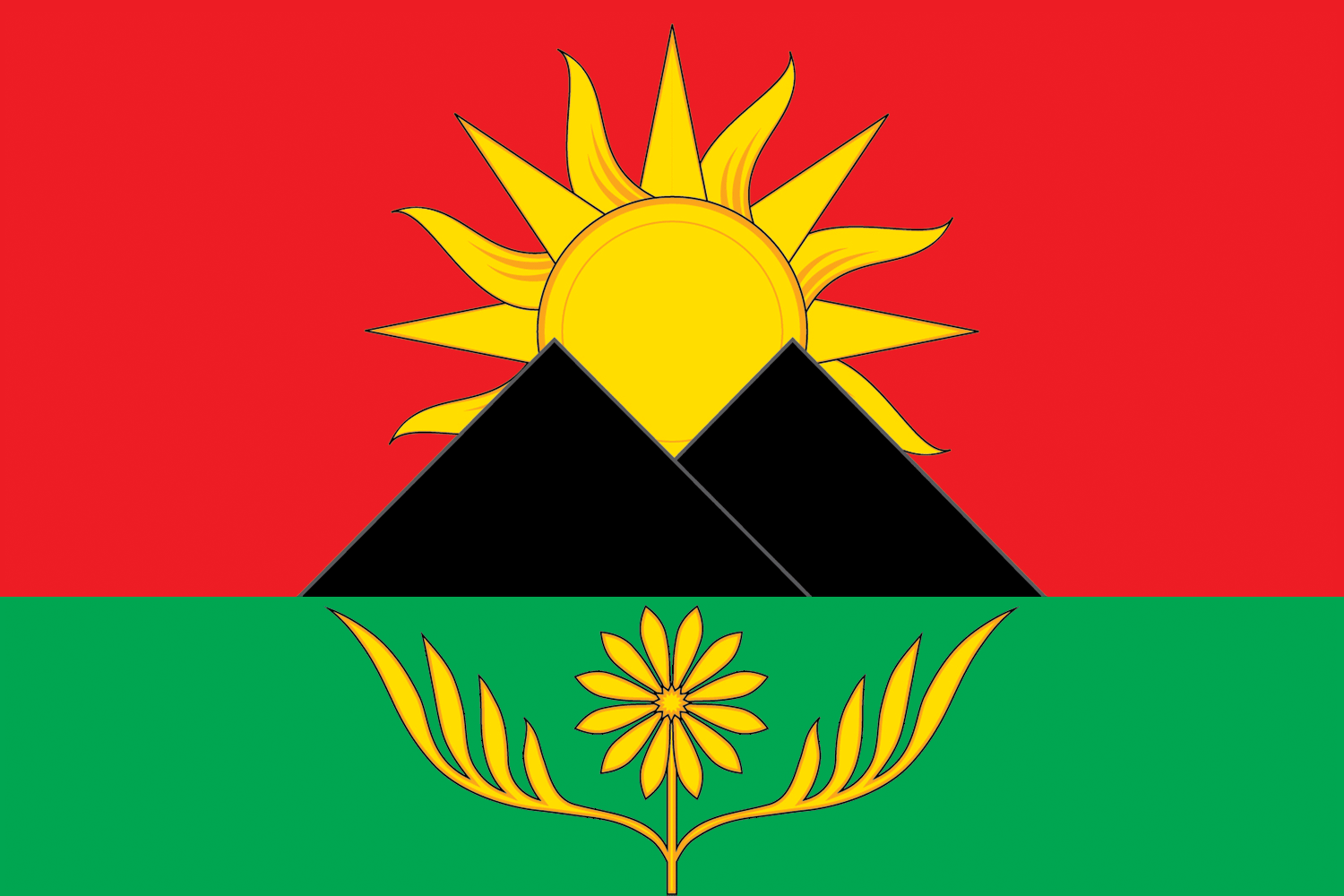
Goekovo
Goes-Chroestalny
Gorno-Altajsk
Grozny

## I

Irkoetsk
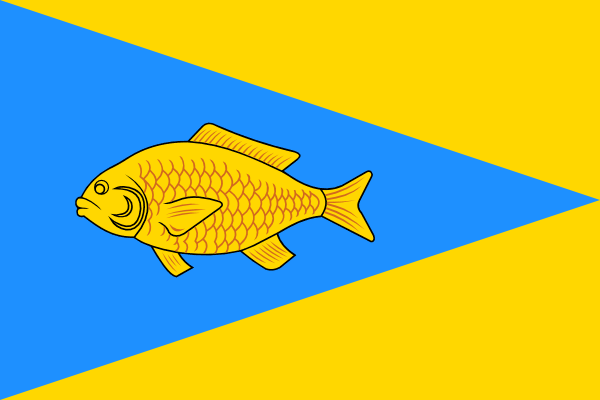
Isjim
Isjimbaj
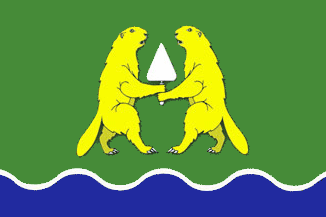
Iskitim
Ivanovo
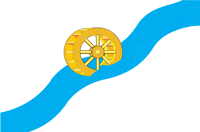
Ivantejevka
Izberbasj
Izjevsk

## J

Jakoetsk
Jalta[1]
Jaroslavl
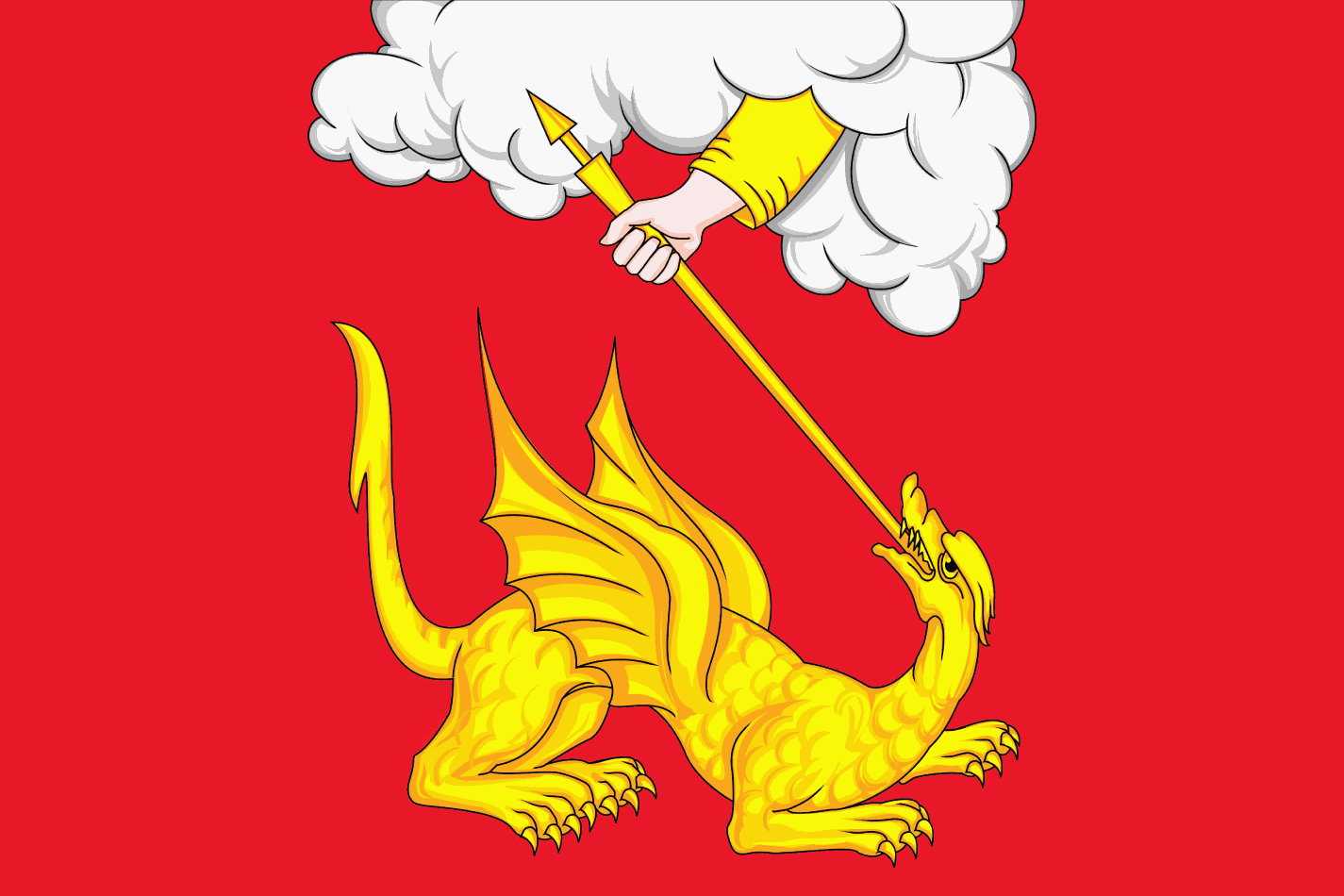
Jegorjevsk
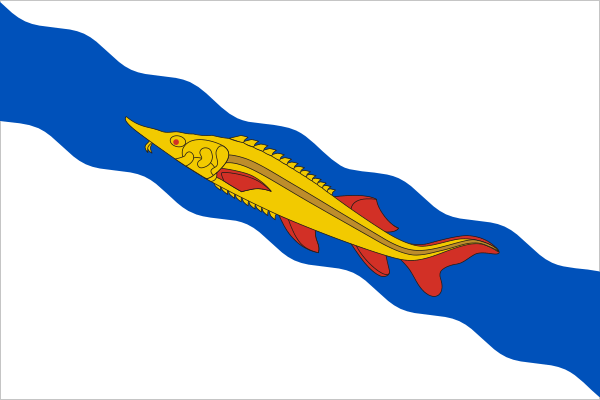
Jejsk
Jekaterinenburg
Jelaboega
Jelets
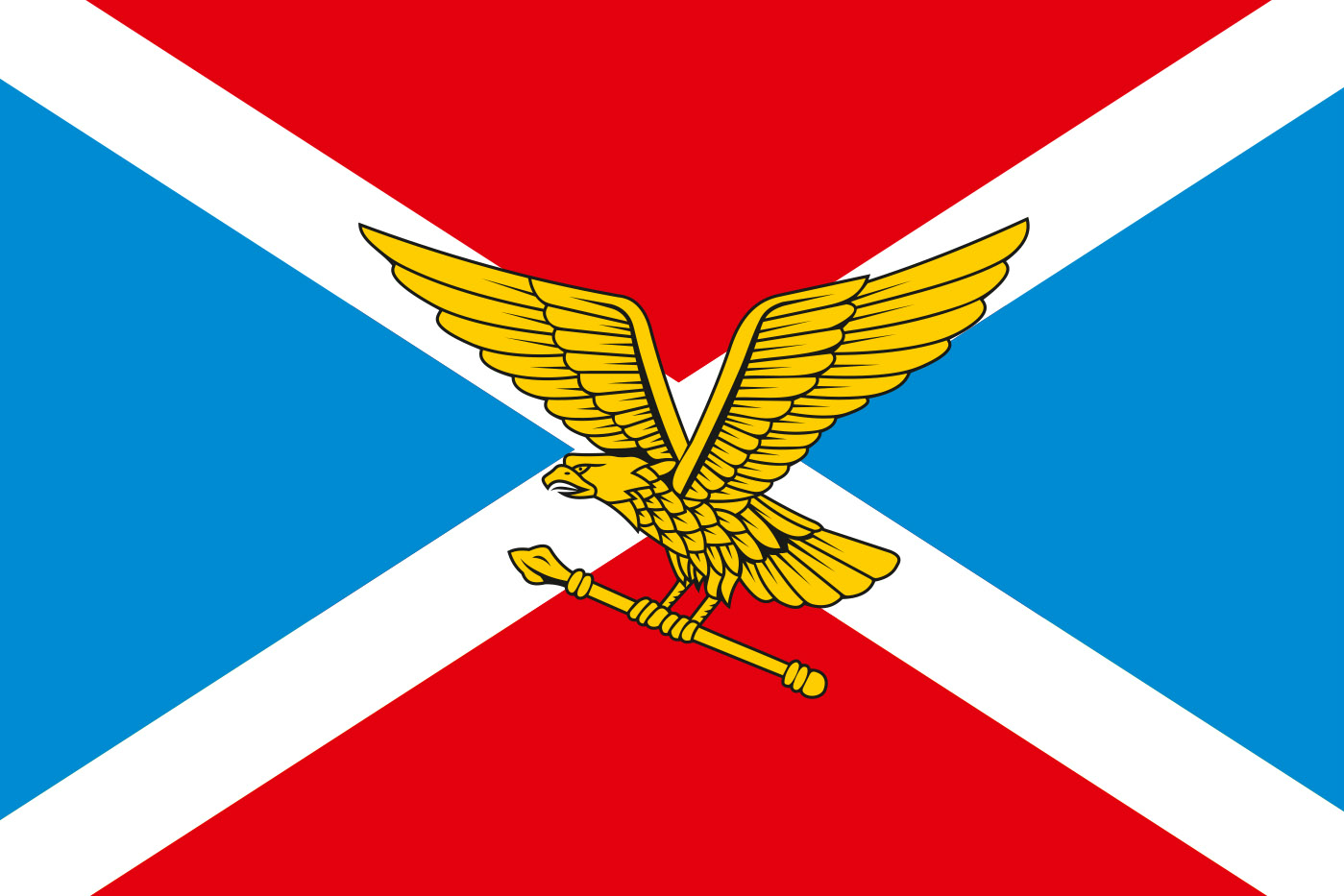
Jessentoeki
Jevpatorija[1]
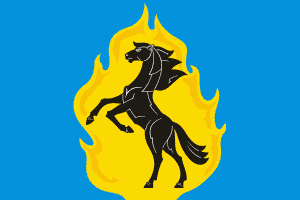
Joerga
Joezjno-Sachalinsk
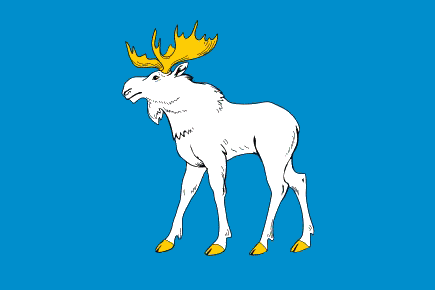
Josjkar-Ola

## K

Kaliningrad Vlag
Kaloega
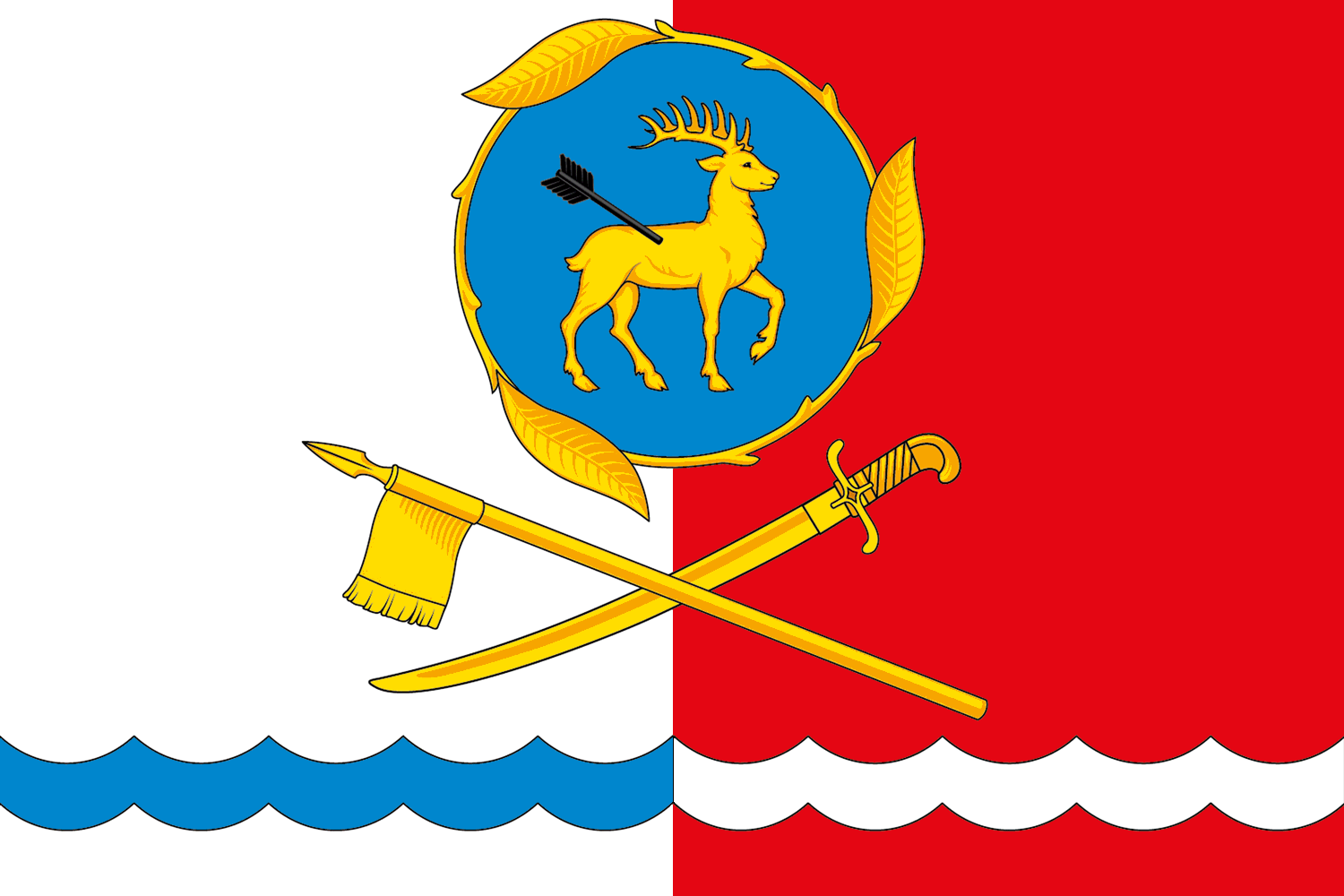
Kamensk-Sjachtinski
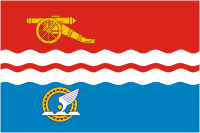
Kamensk-Oeralski
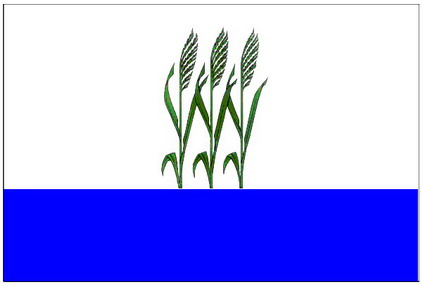
Kamysjin
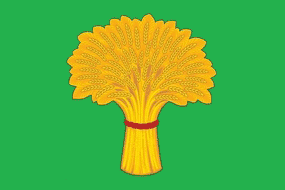
Kansk
Kaspiejsk
Kazan
Kemerovo
Kertsj[1]
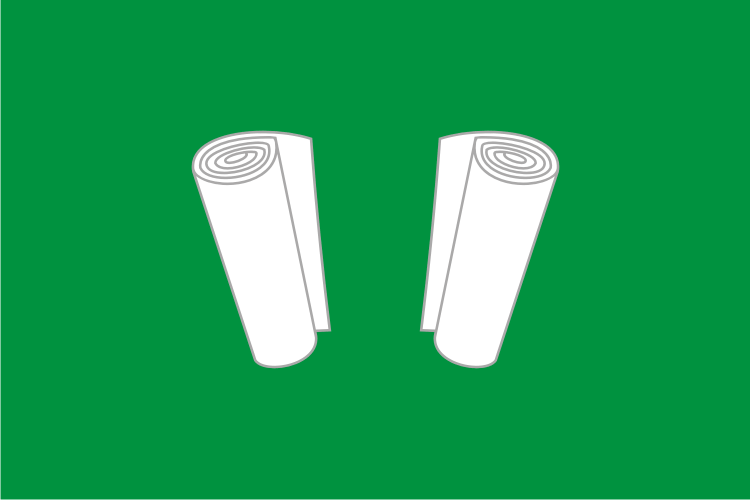
Kinesjma
Kirisji
Kirov
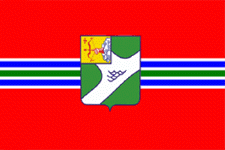
Kirovo-Tsjepetsk
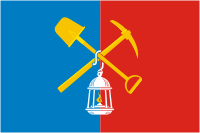
Kiseljovsk
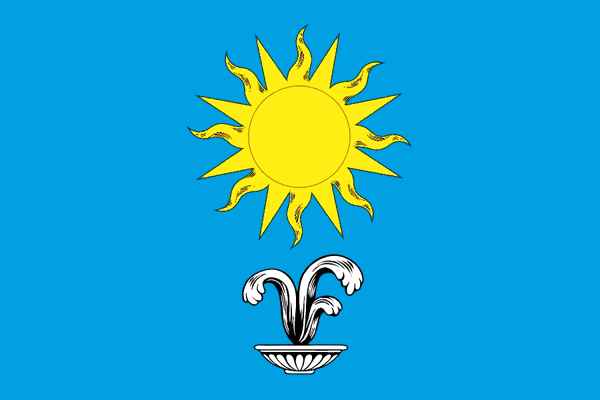
Kislovodsk
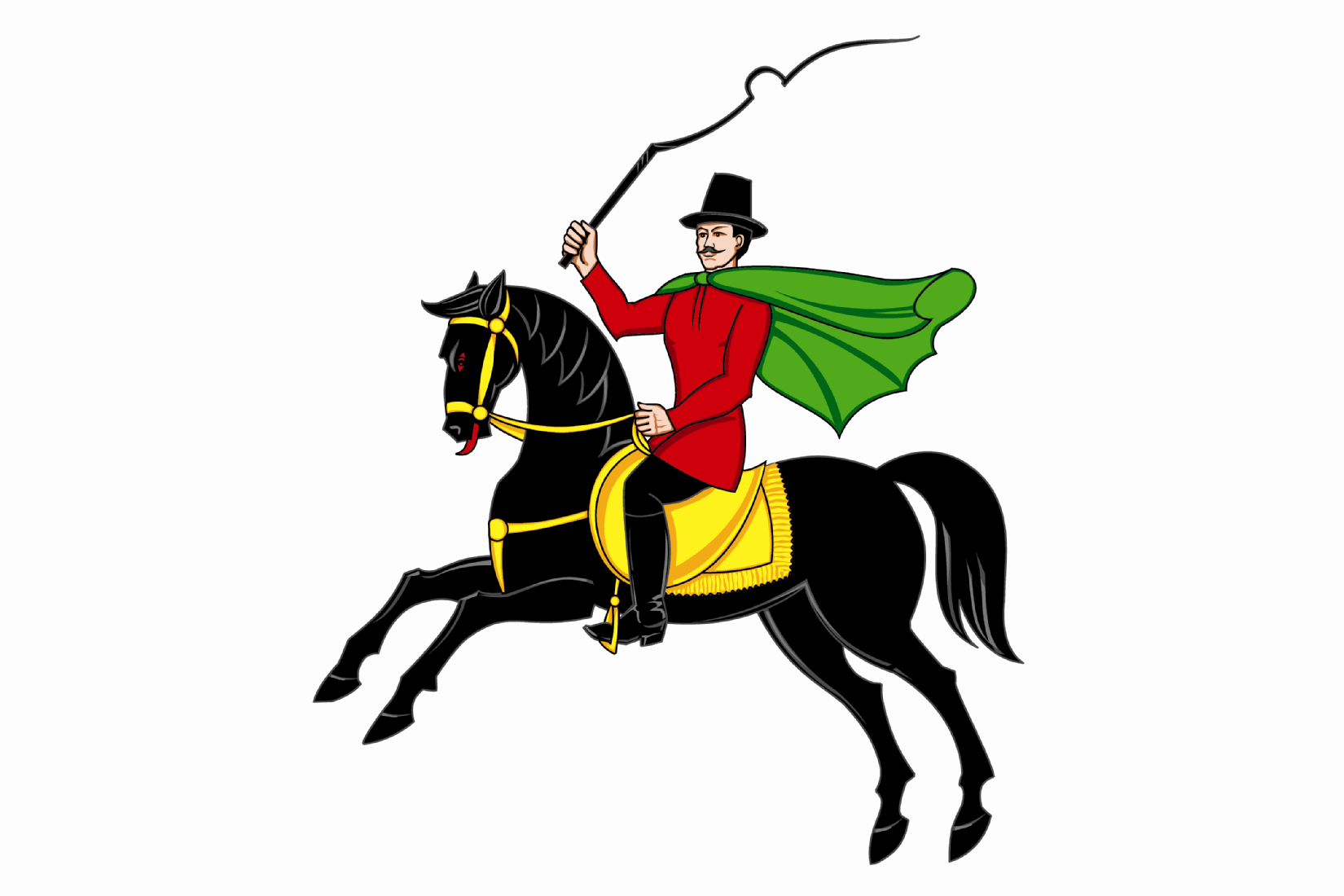
Klin
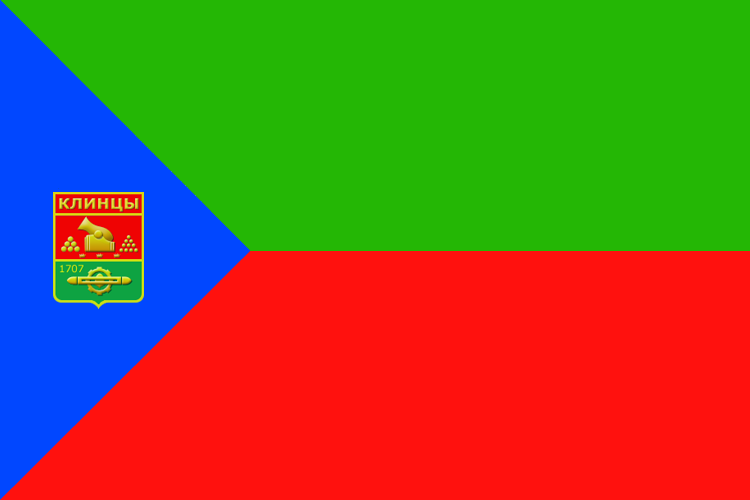
Klintsy
Koemertaoe
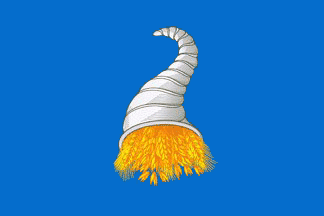
Koengoer
Koergan
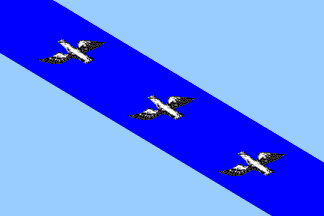
Koersk
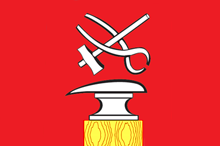
Koeznetsk
Kogalym
Kolomna
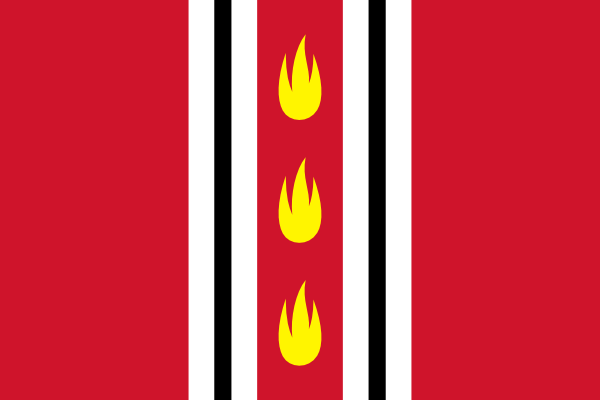
Kolpino
Komsomolsk aan de Amoer
Kopejsk
Koroljov
Kostroma
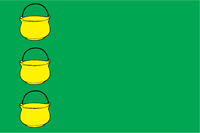
Kotelniki
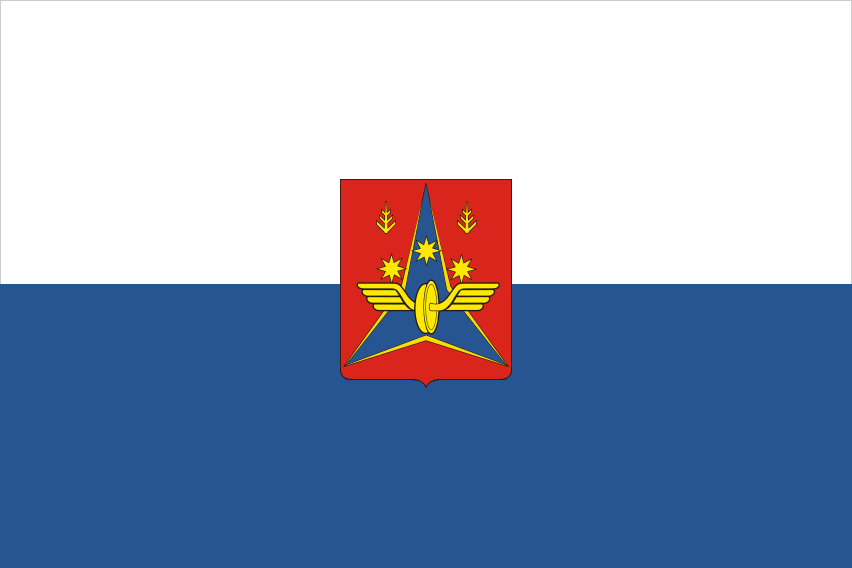
Kotlas
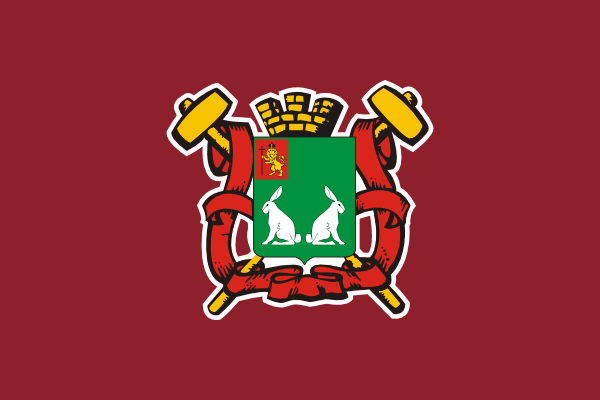
Kovrov
Krasnodar
Krasnogorsk
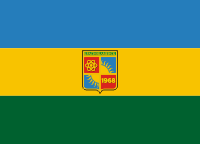
Krasnokamensk
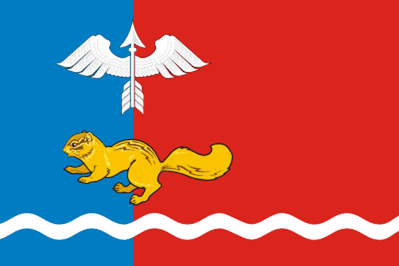
Krasnotoerinsk
Krasnojarsk
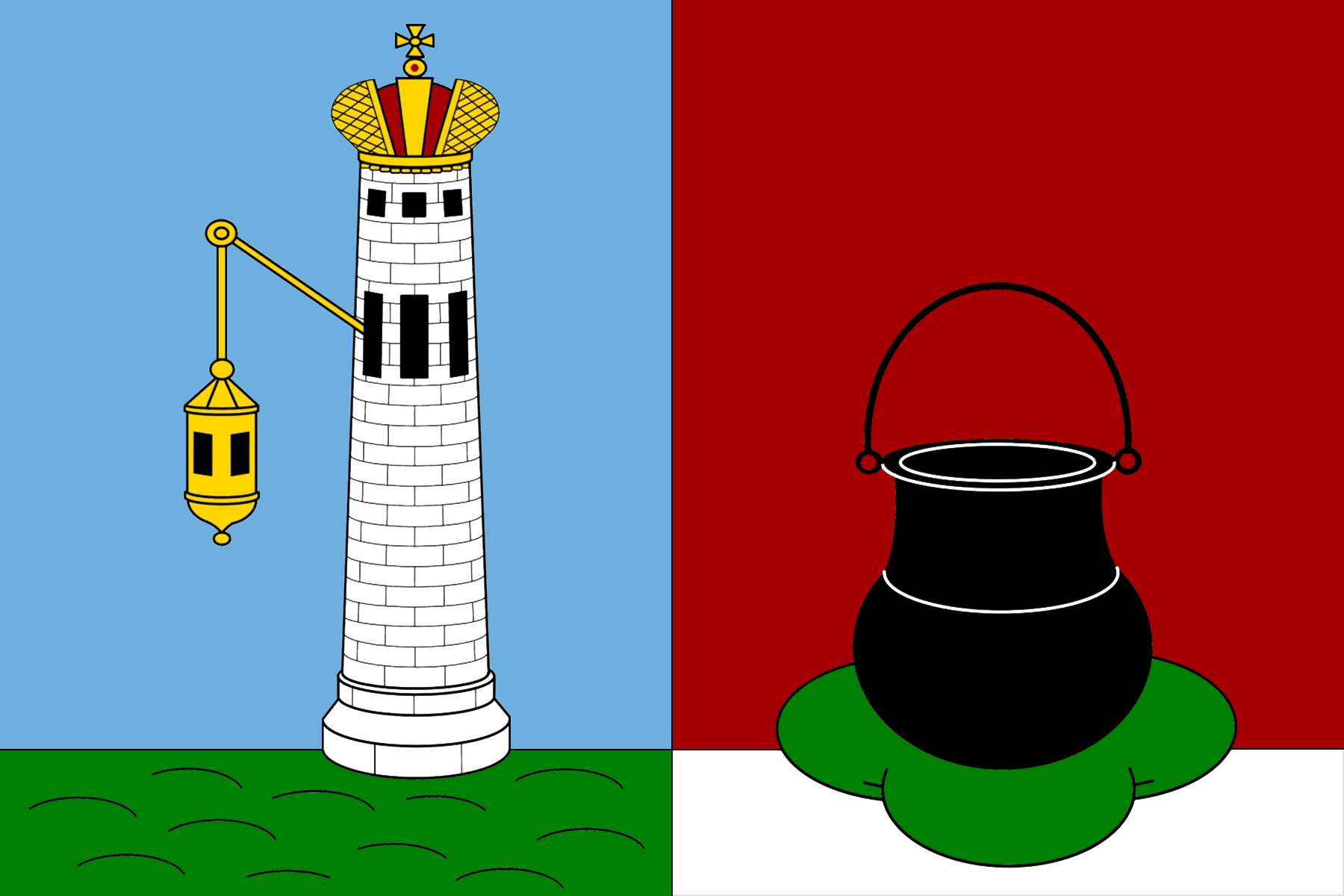
Kronstadt
Kropotkin
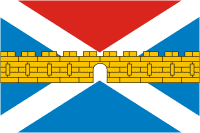
Krymsk
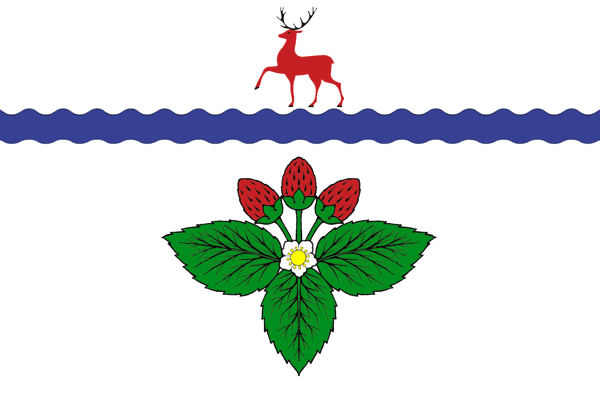
Kstovo
Kyzyl

## L

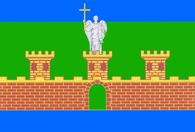
Labinsk
Leninogorsk
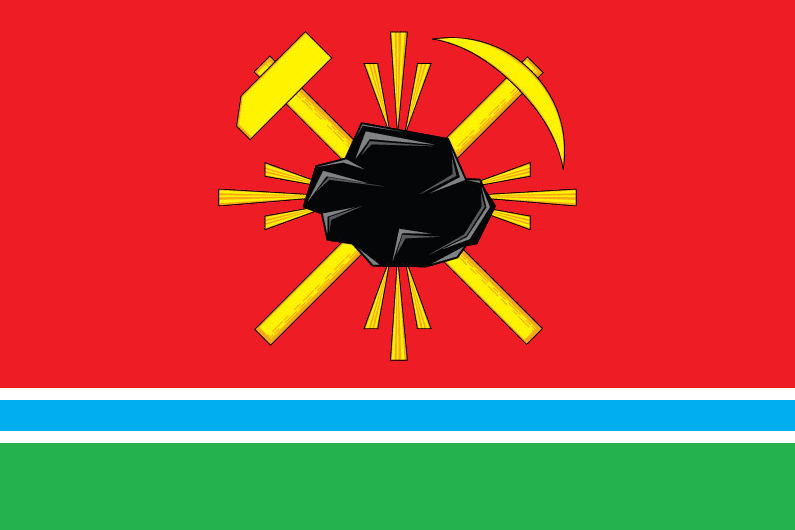
Leninsk-Koeznetski
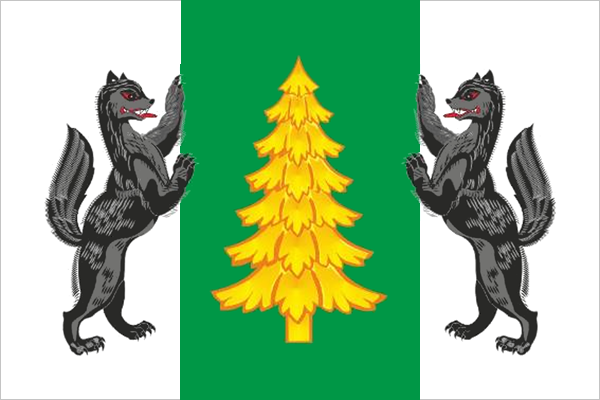
Lesosibirsk
Lipetsk
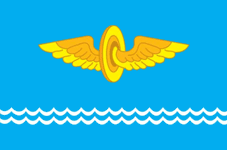
Liski
Ljoebertsy
Lobnja
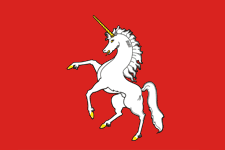
Lysva
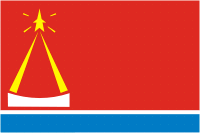
Lytkarino

## M

Machatsjkala
Magadan
Magnitogorsk
Majkop
Meleoez
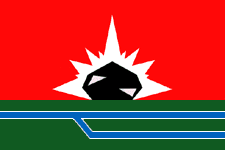
Mezjdoeretsjensk
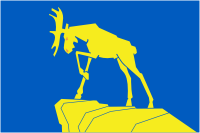
Miass
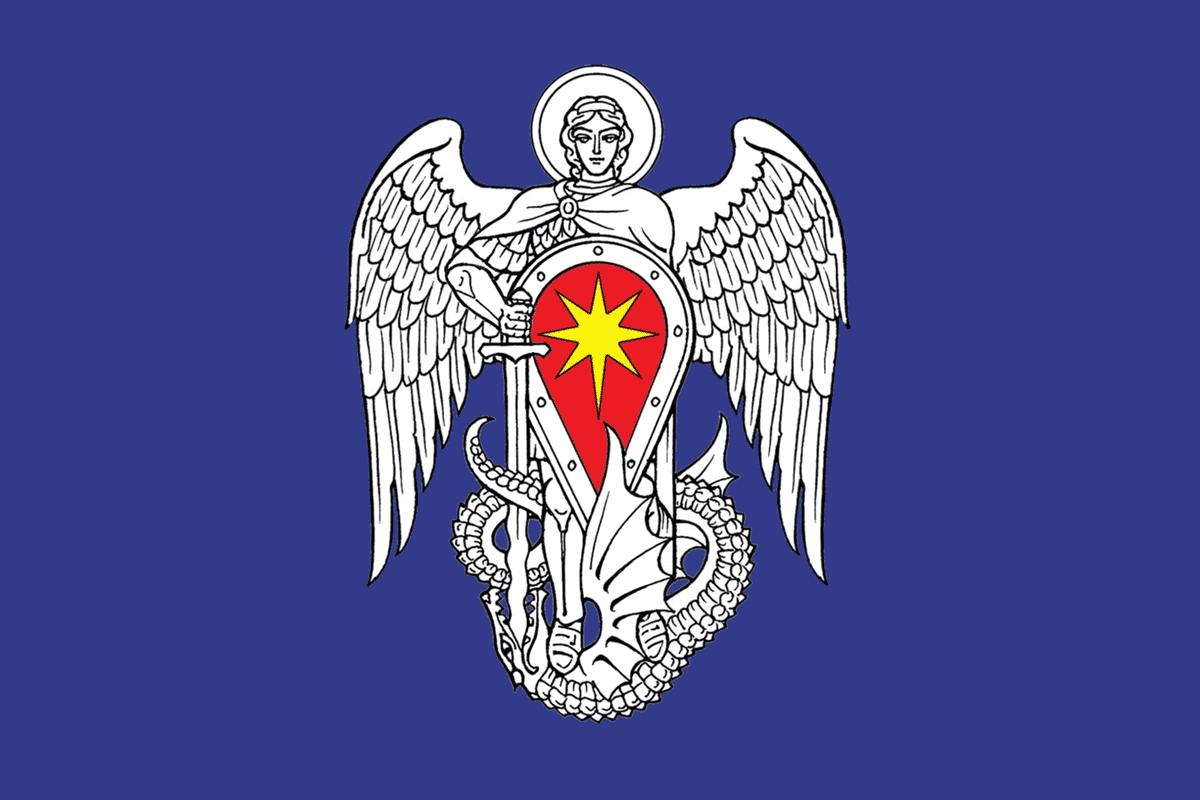
Michajlovka
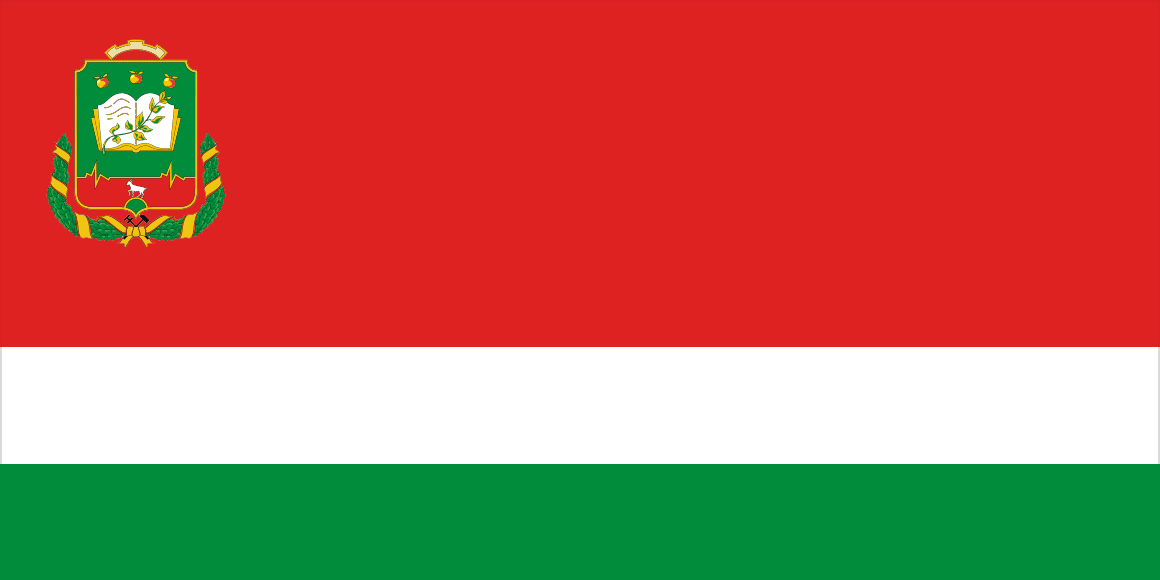
Mitsjoerinsk
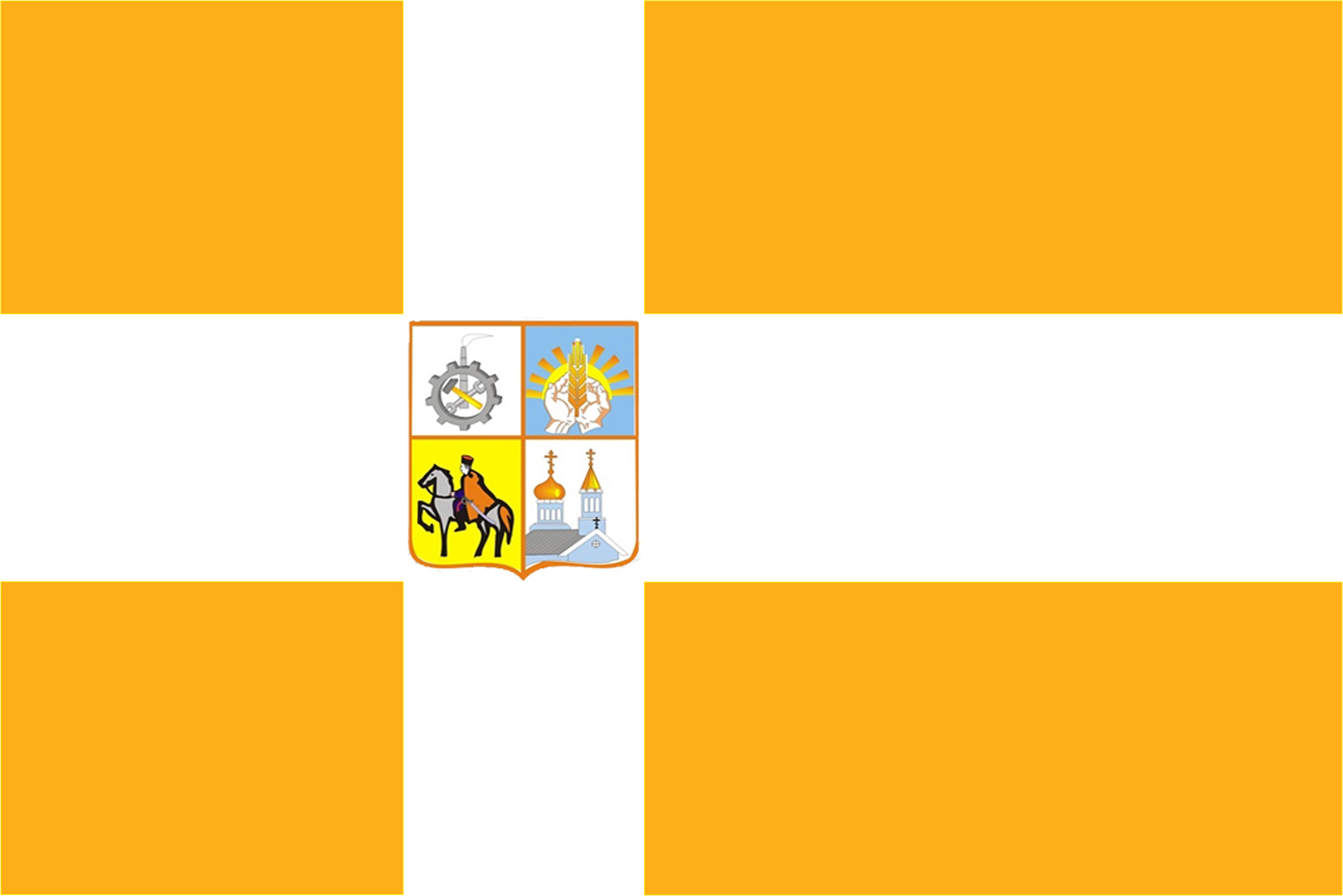
Michajlovsk
Mineralnye Vody
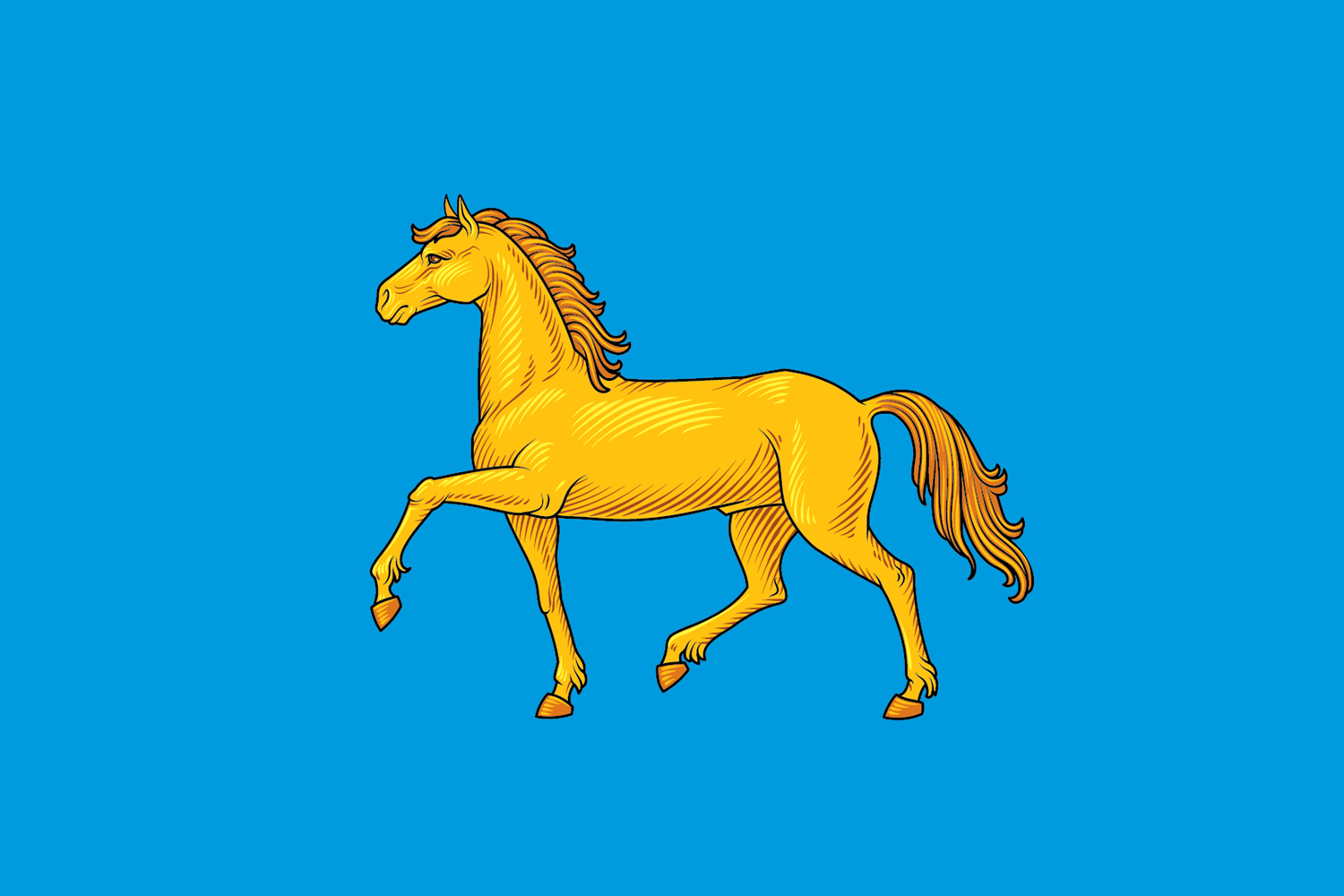
Minoesinsk
Moerino
Moermansk
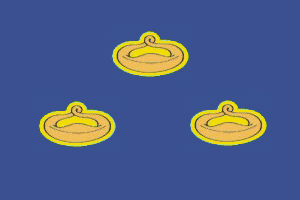
Moerom
Moskou Vlag
Mytisjtsji

## N

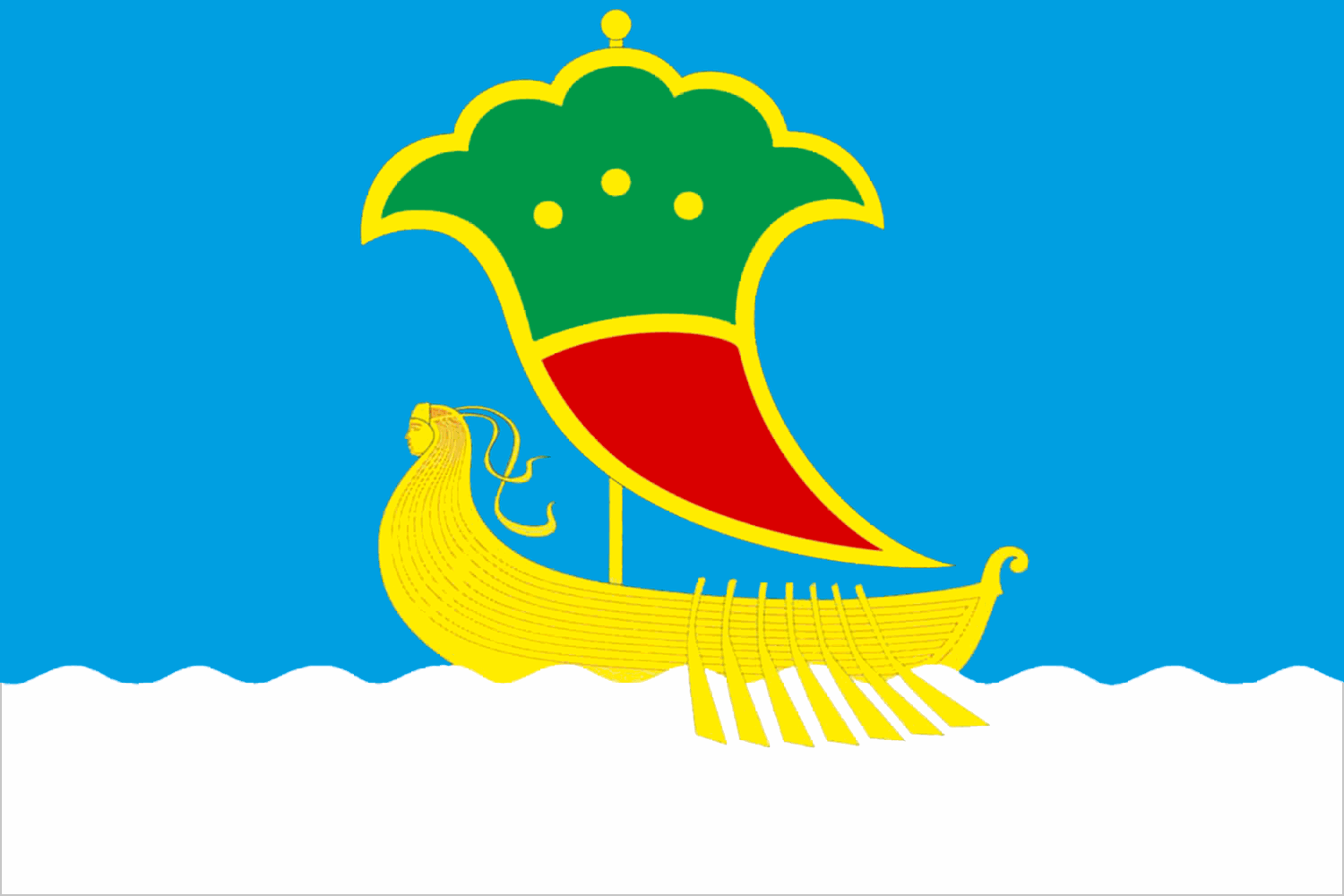
Naberezjnye Tsjelny
Nachodka
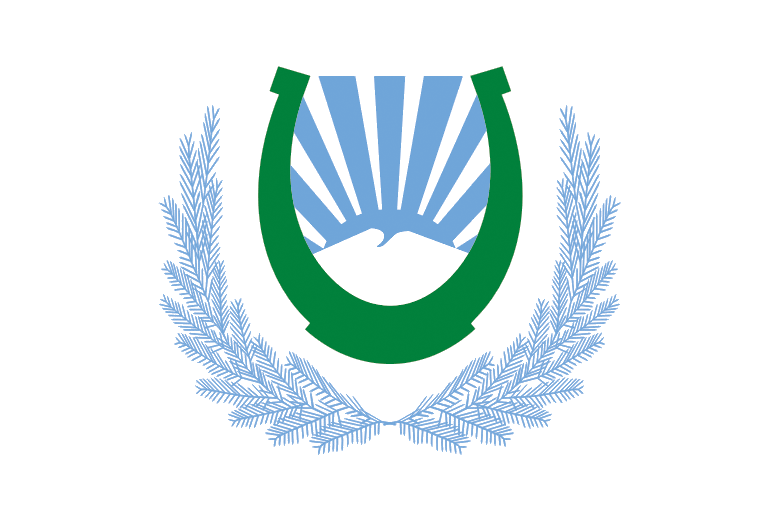
Naltsjik
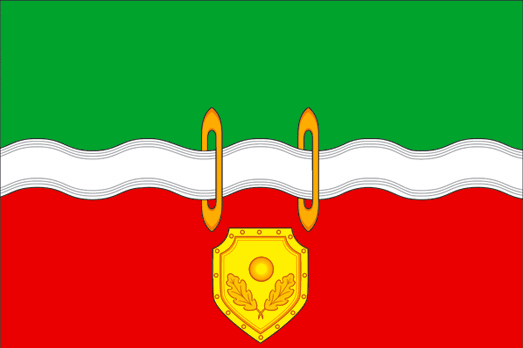
Naro-Fominsk
Nazran
Neftekamsk
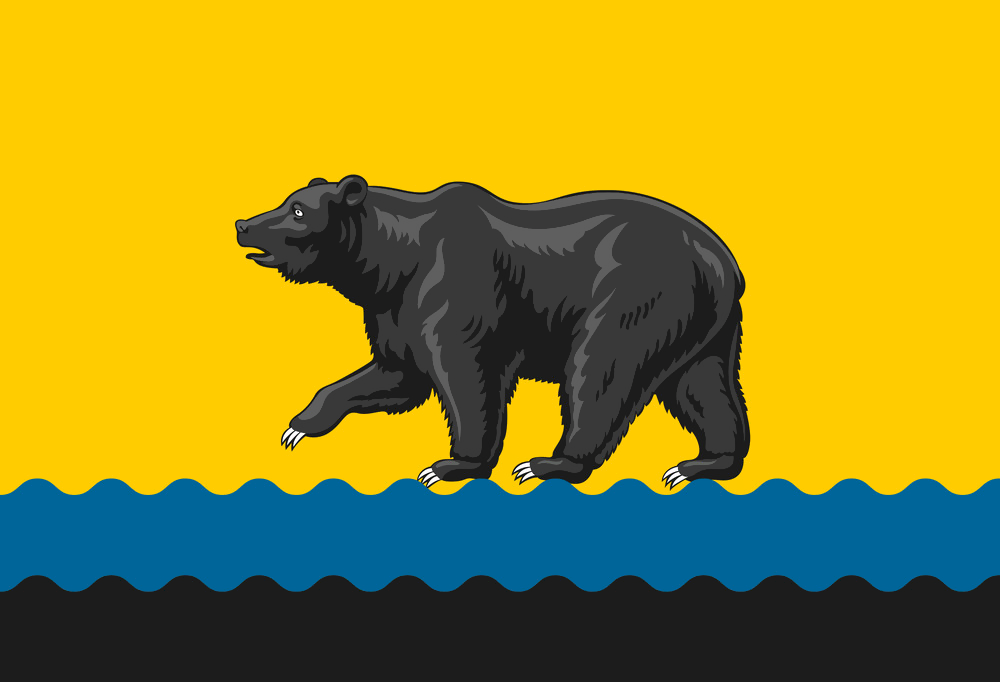
Neftejoegansk
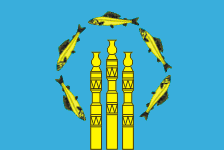
Nerjoengri
Nevinnomyssk
Nizjnekamsk
Nizjnevartovsk
Nizjni Novgorod
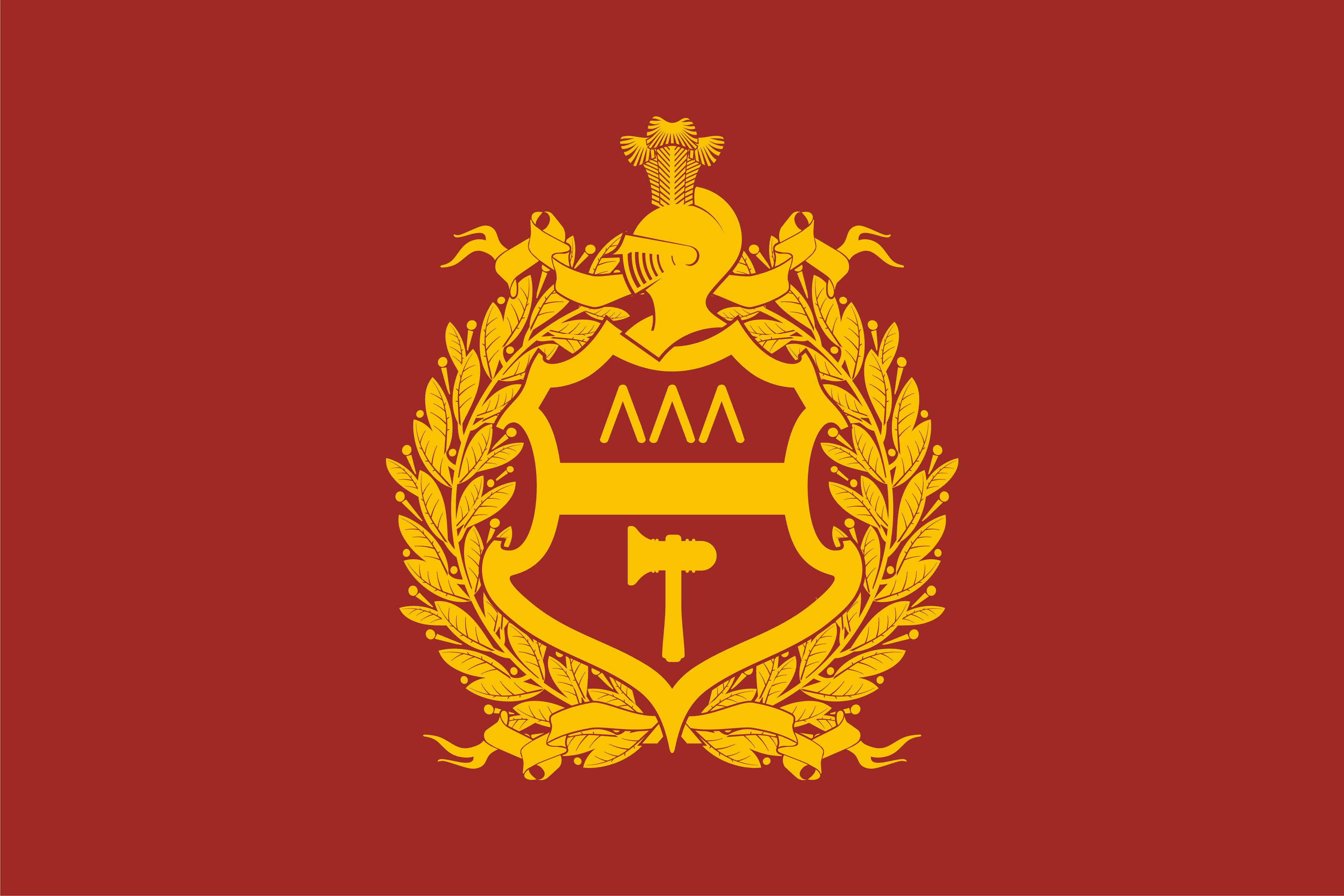
Nizjni Tagil
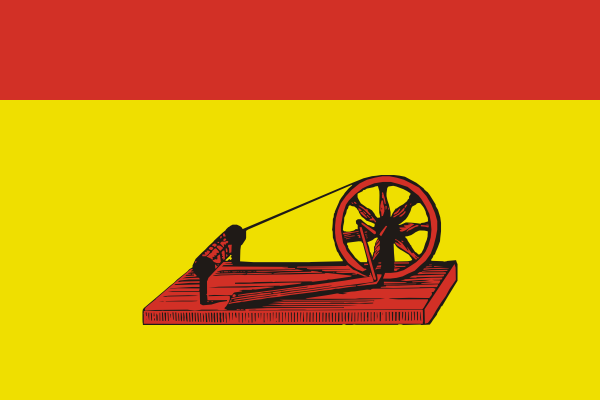
Noginsk
Nojabrsk
Norilsk
Novoaltajsk
Novotsjeboksarsk
Novotsjerkassk
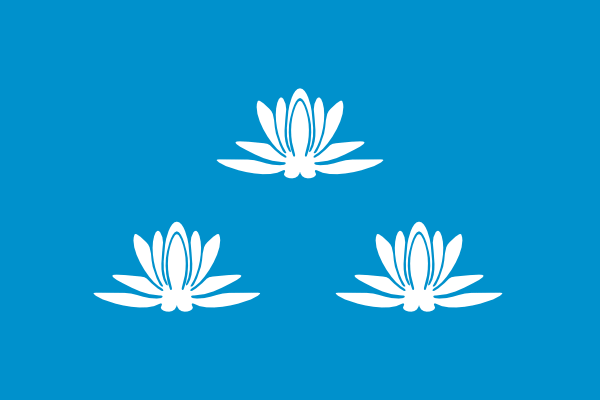
Novokoejbysjevsk
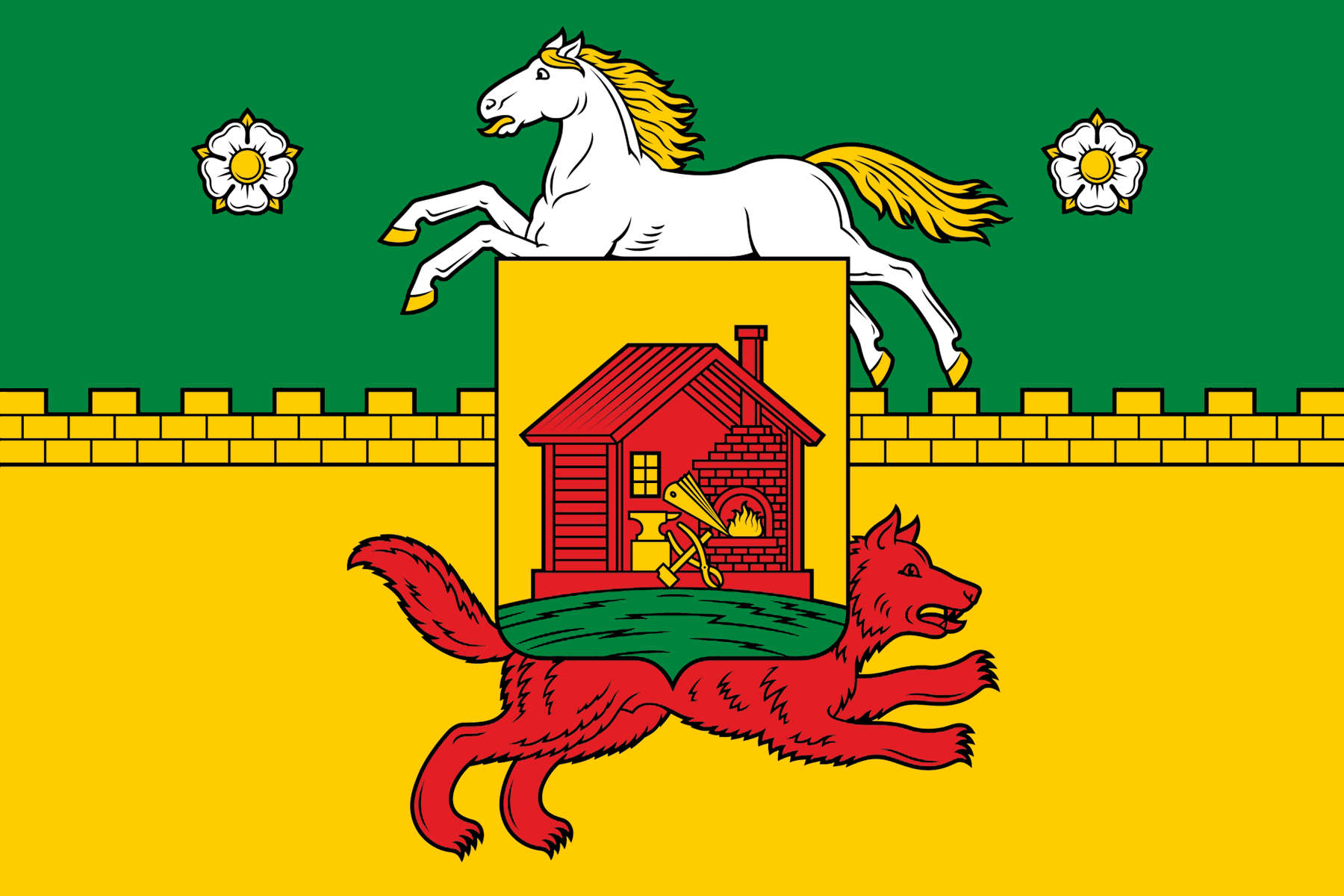
Novokoeznetsk
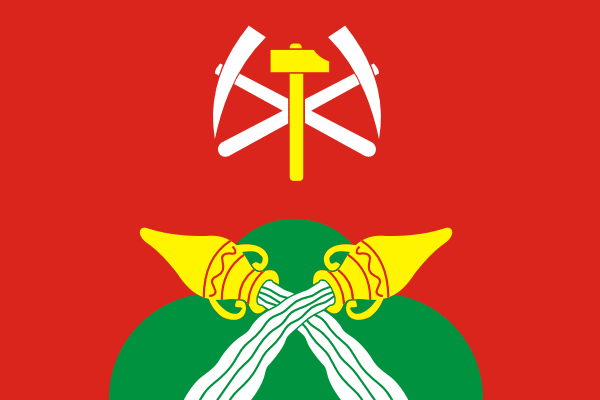
Novomoskovsk
Novorossiejsk
Novosjachtinsk
Novosibirsk
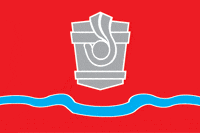
Novotroitsk
Novo-oeralsk
Novy Oerengoj
Njagan

## O

Obninsk
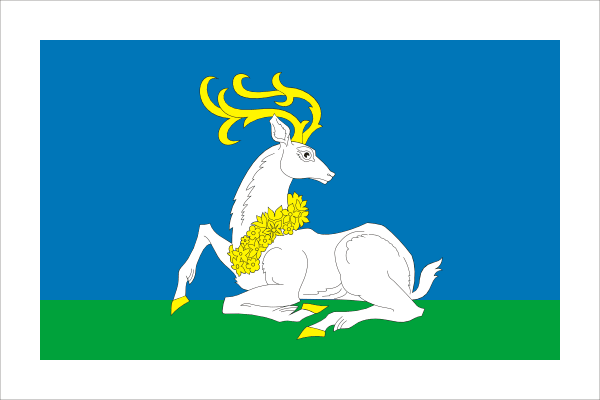
Odintsovo
Oechta
Oefa
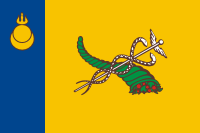
Oelan-Oede
Oeljanovsk
Oeroes-Martan
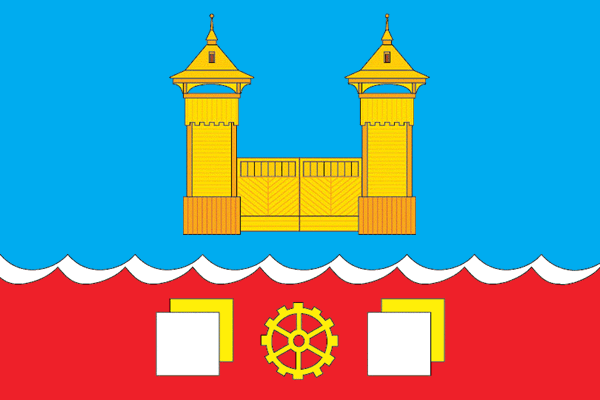
Oesolje-Sibirskoje
Oessoeriejsk
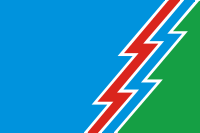
Oest-Ilimsk
Oktjabrski
Omsk
Ordzjonikidzjevskaja
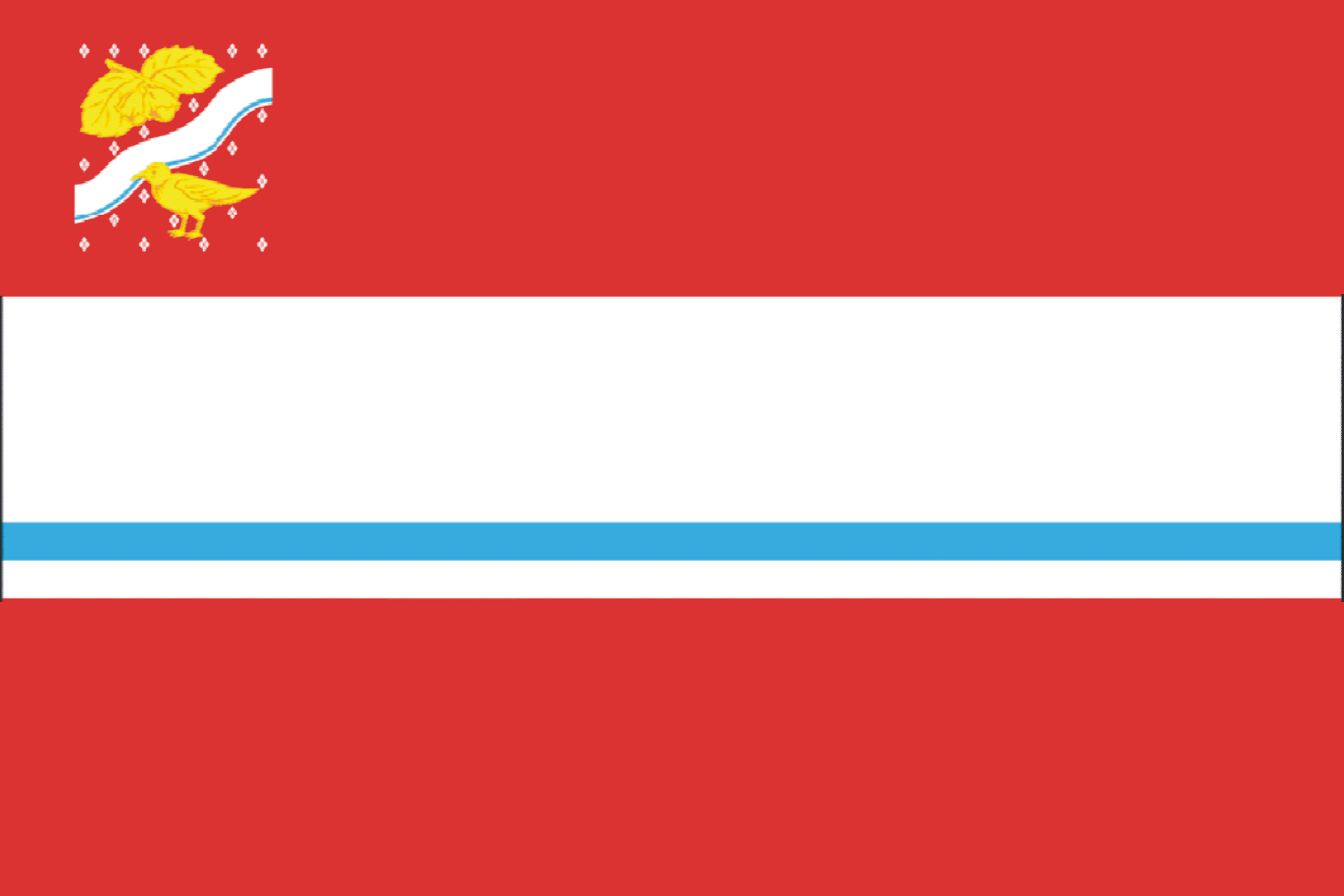
Orechovo-Zoejevo
Orenburg
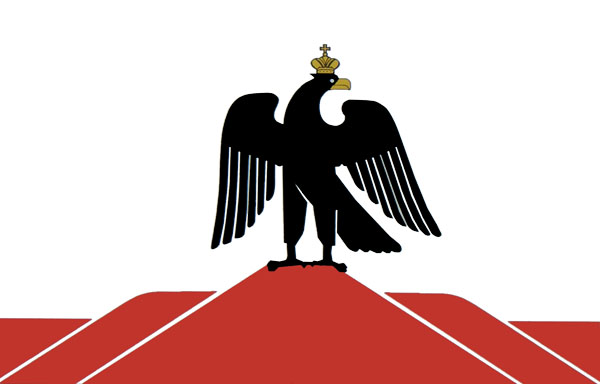
Orsk
Orjol
Ozjorsk

## P

Pavlovo
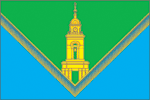
Pavlovski Posad
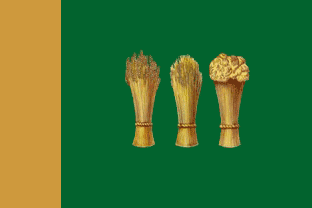
Penza
Perm
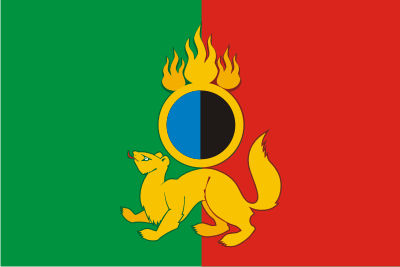
Pervo-oeralsk
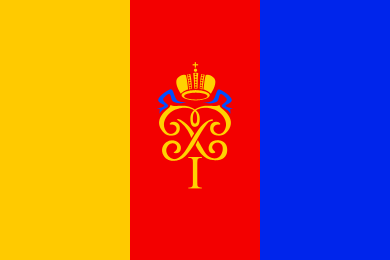
Peterhof
Petropavlovsk-Kamtsjatski
Petrozavodsk
Pjatigorsk
Podolsk
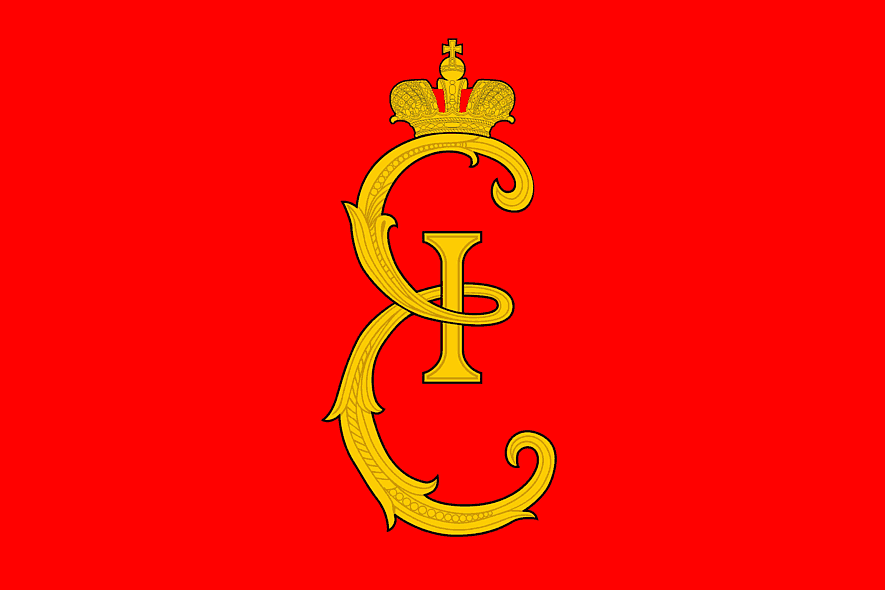
Poesjkin
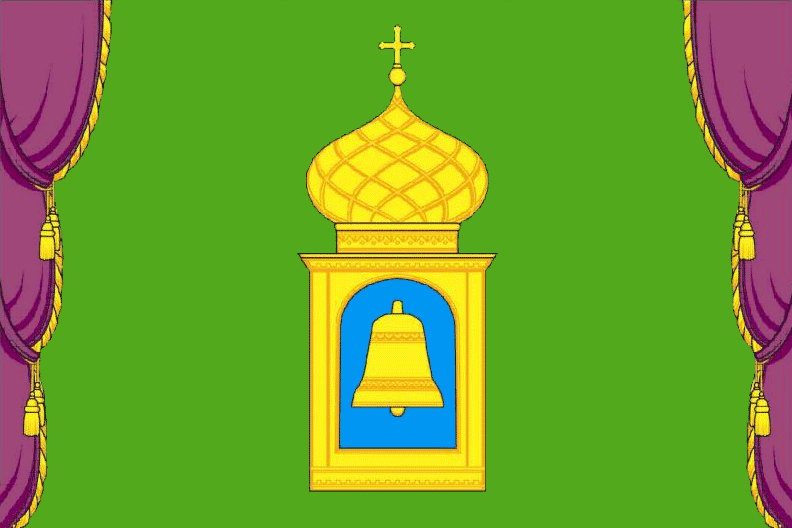
Poesjkino
Polevskoj
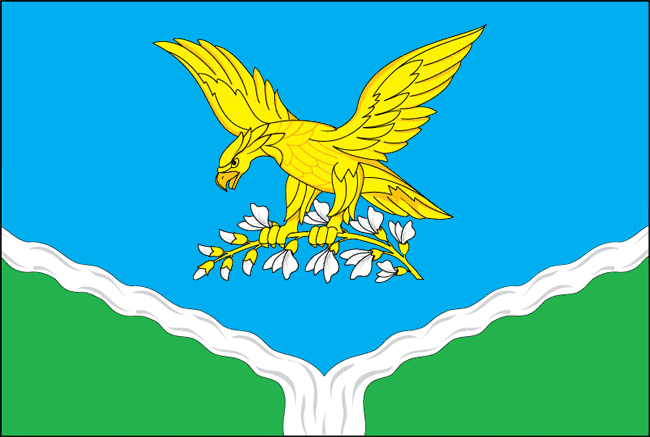
Prochladny
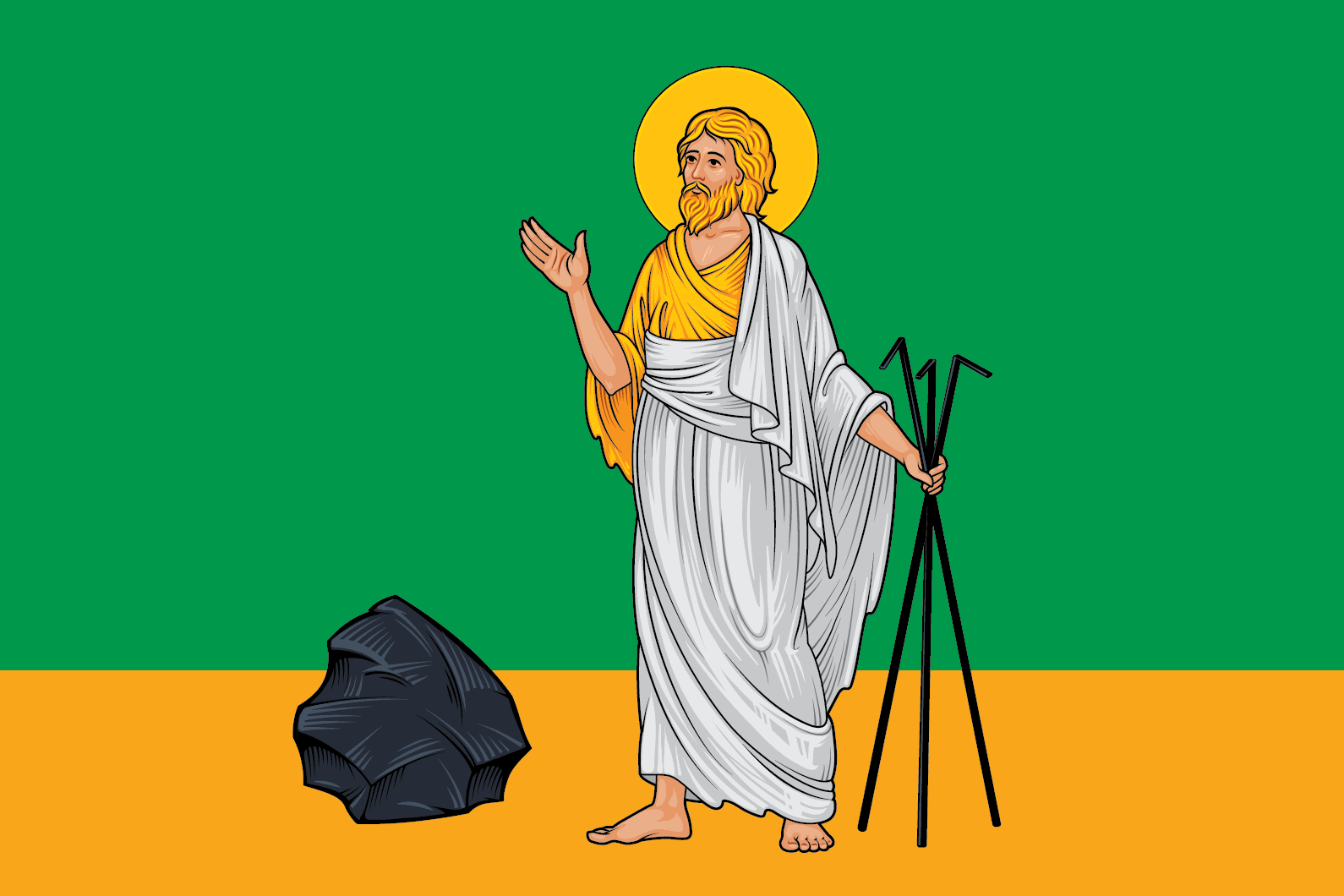
Prokopjevsk
Pskov

## R

Ramenskoje
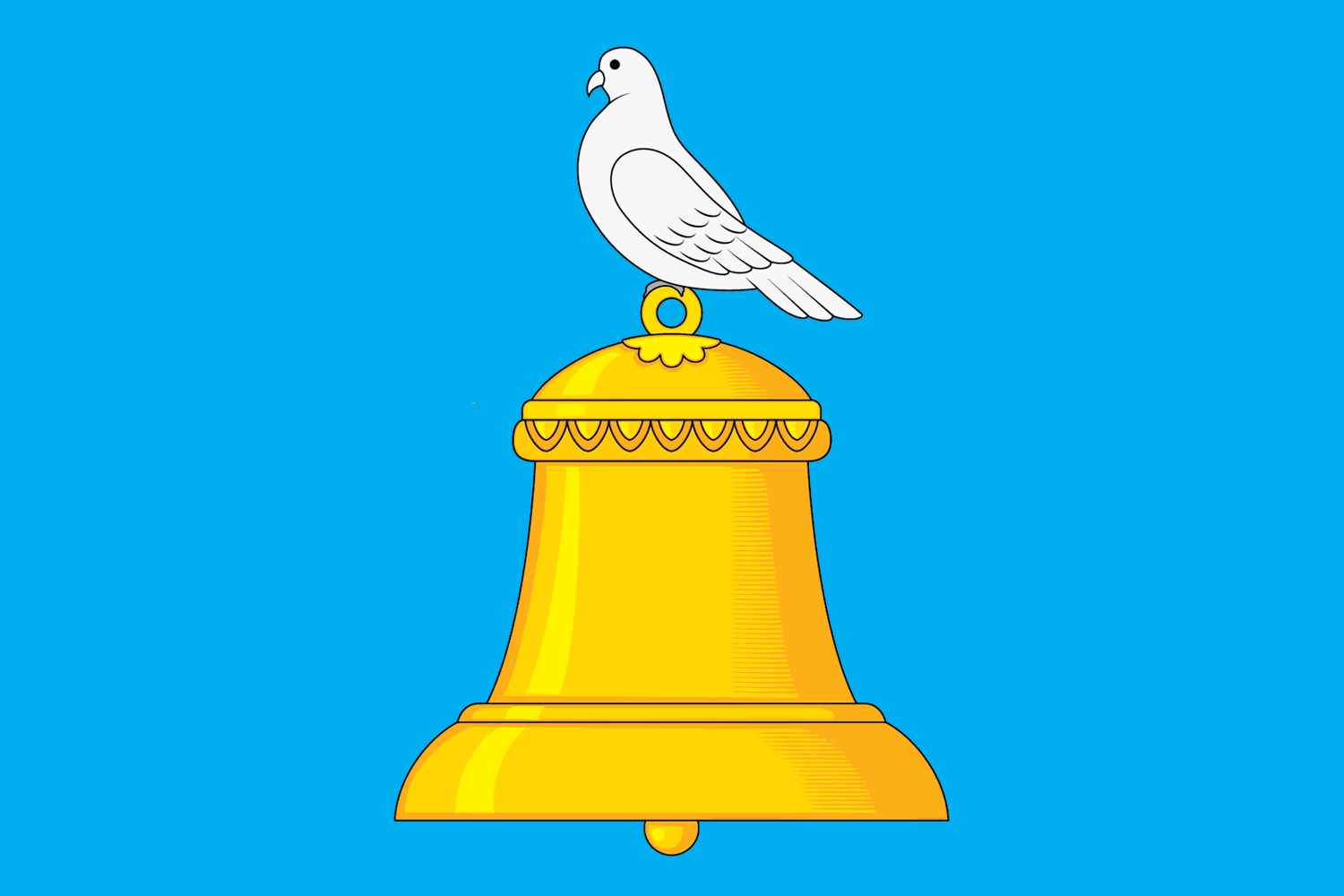
Reoetov
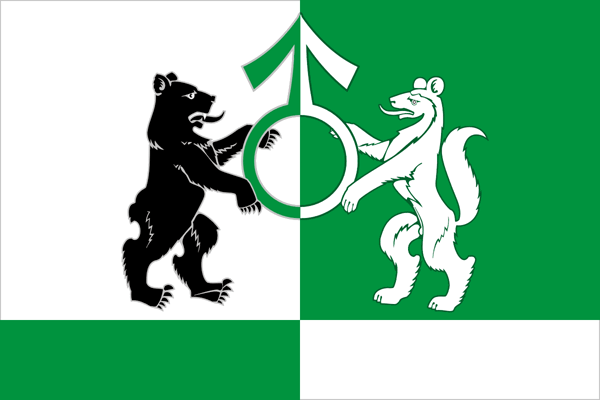
Revda
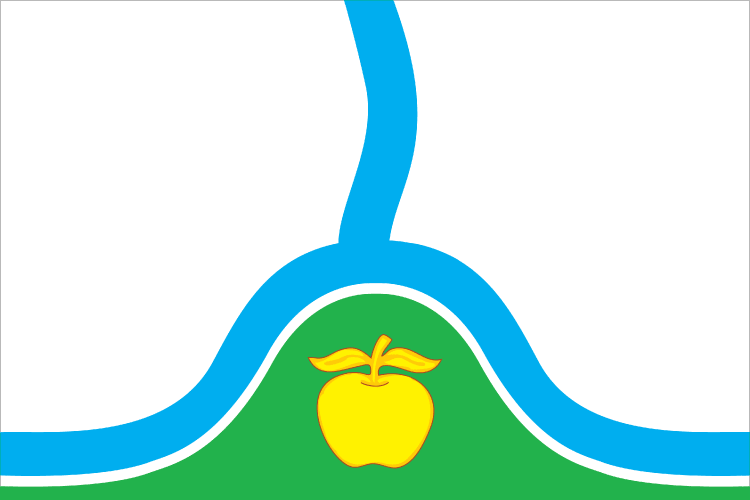
Rossosj
Rostov aan de Don
Roebtsovsk
Rjazan
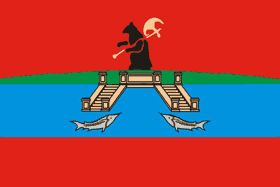
Rybinsk
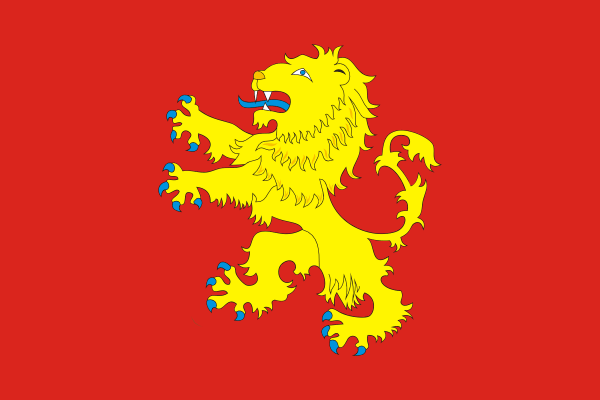
Rzjev

## S

Salavat
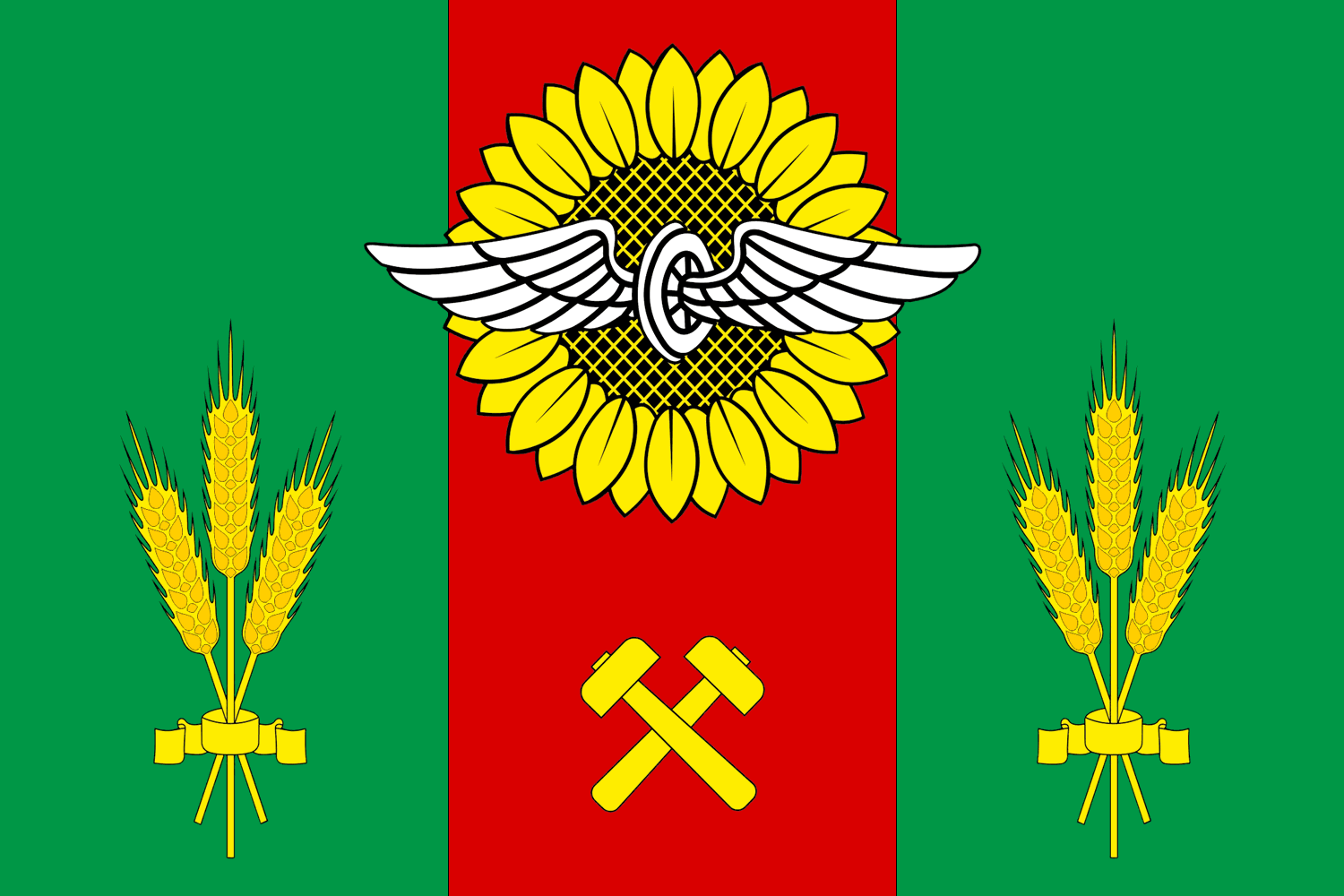
Salsk
Samara
Saransk
Sarapoel
Saratov
Sarov
Sergiev Posad
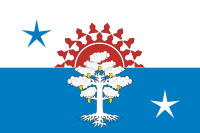
Serov
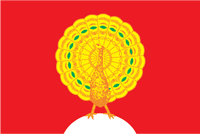
Serpoechov
Sertolovo
Sebastopol:[1] Vlag
Severodvinsk
Seversk
Sibaj
Simferopol[1]
Sint-Petersburg Vlag
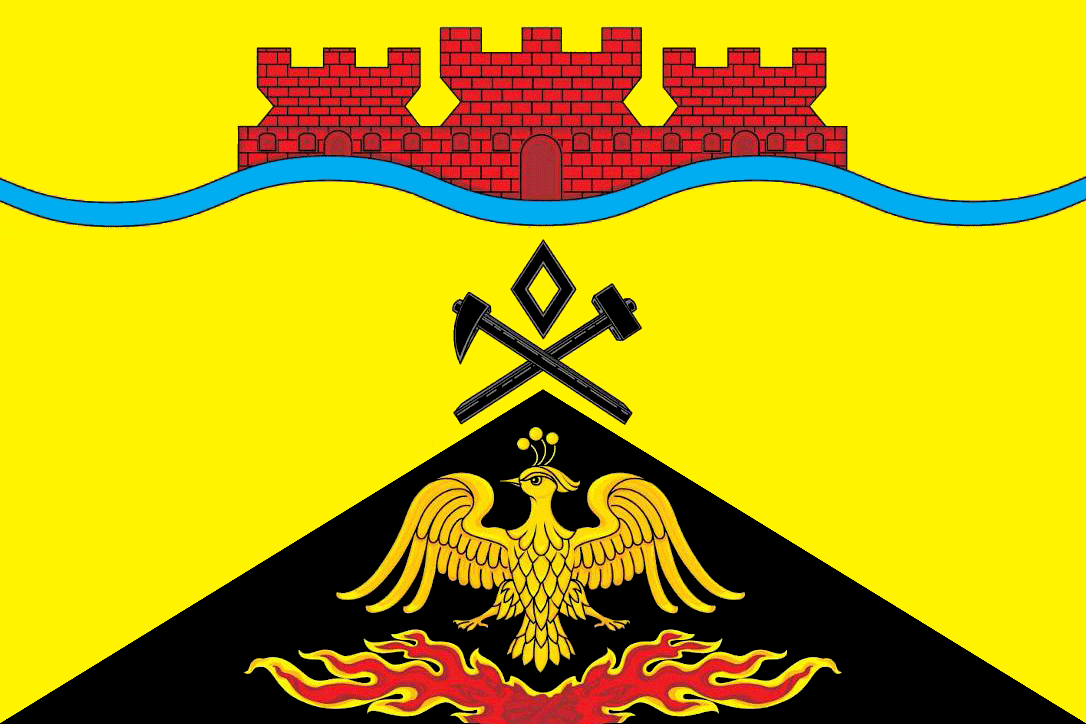
Sjachty
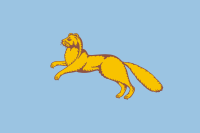
Sjadrinsk
Sjali
Sjoeja
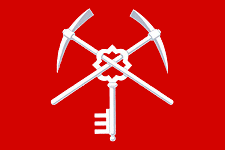
Sjtsjokino
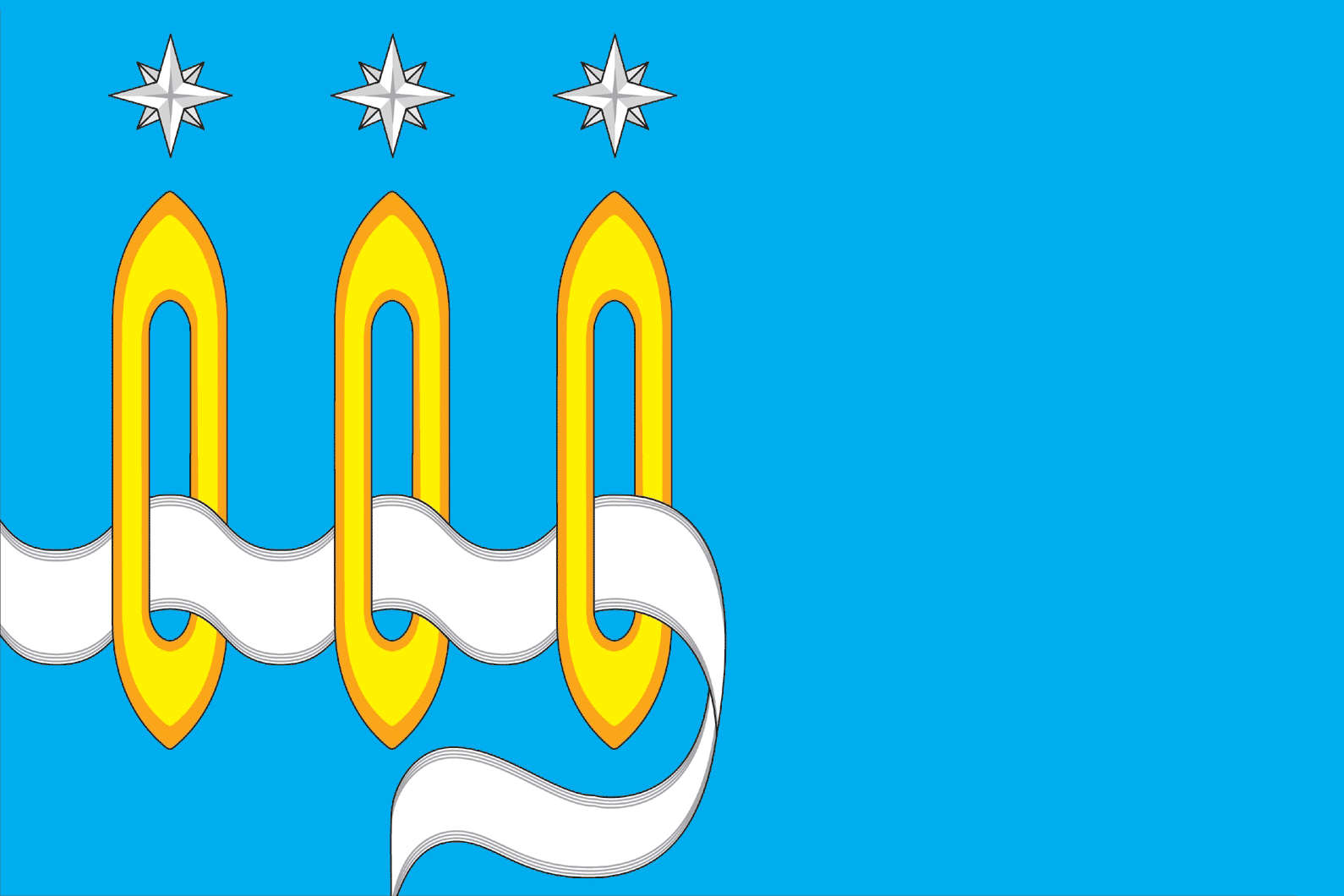
Sjtsjolkovo
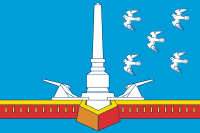
Slavjansk aan de Koeban
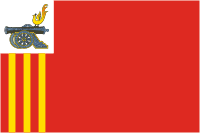
Smolensk
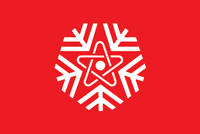
Snezjinsk
Soergoet
Sotsji
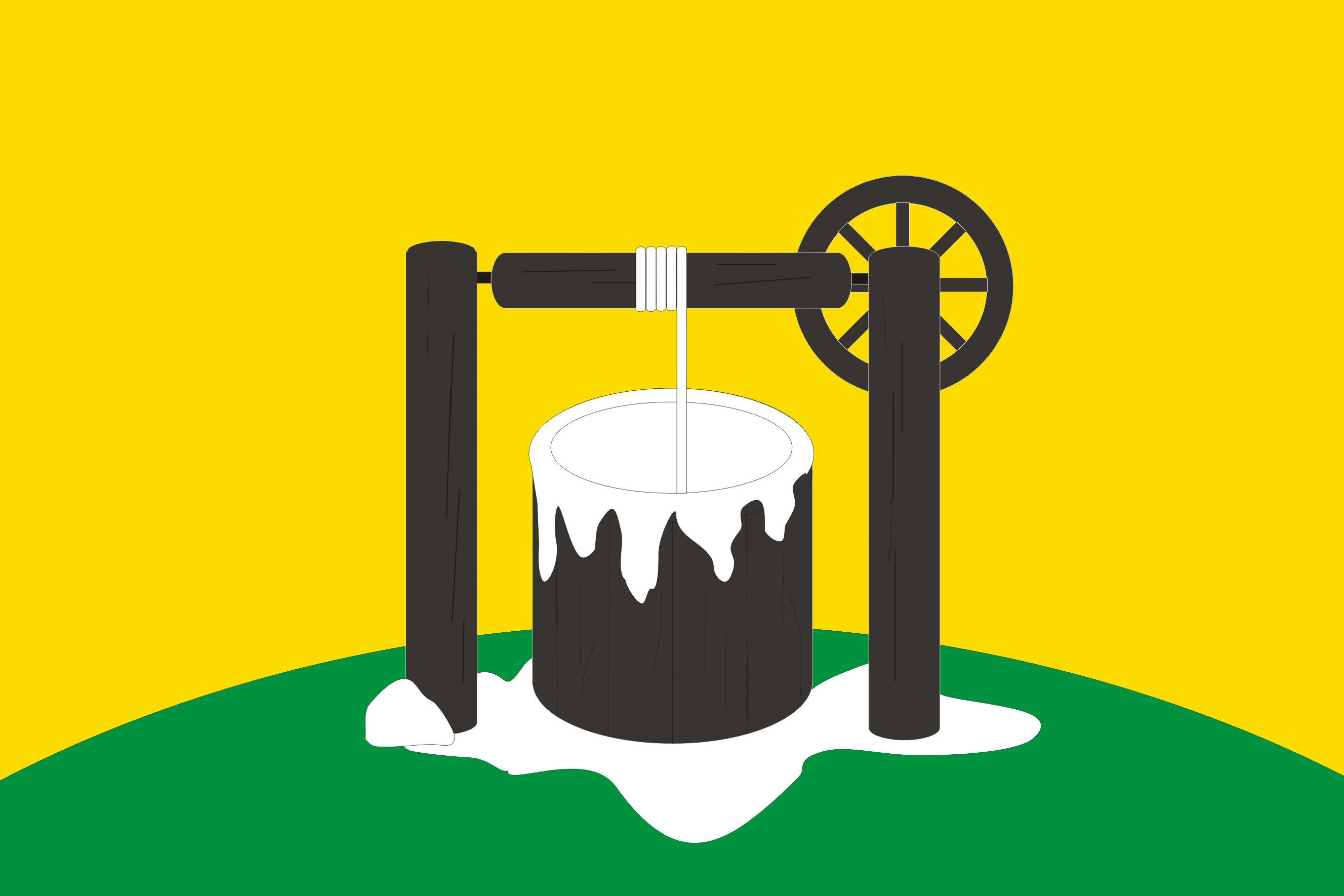
Solikamsk
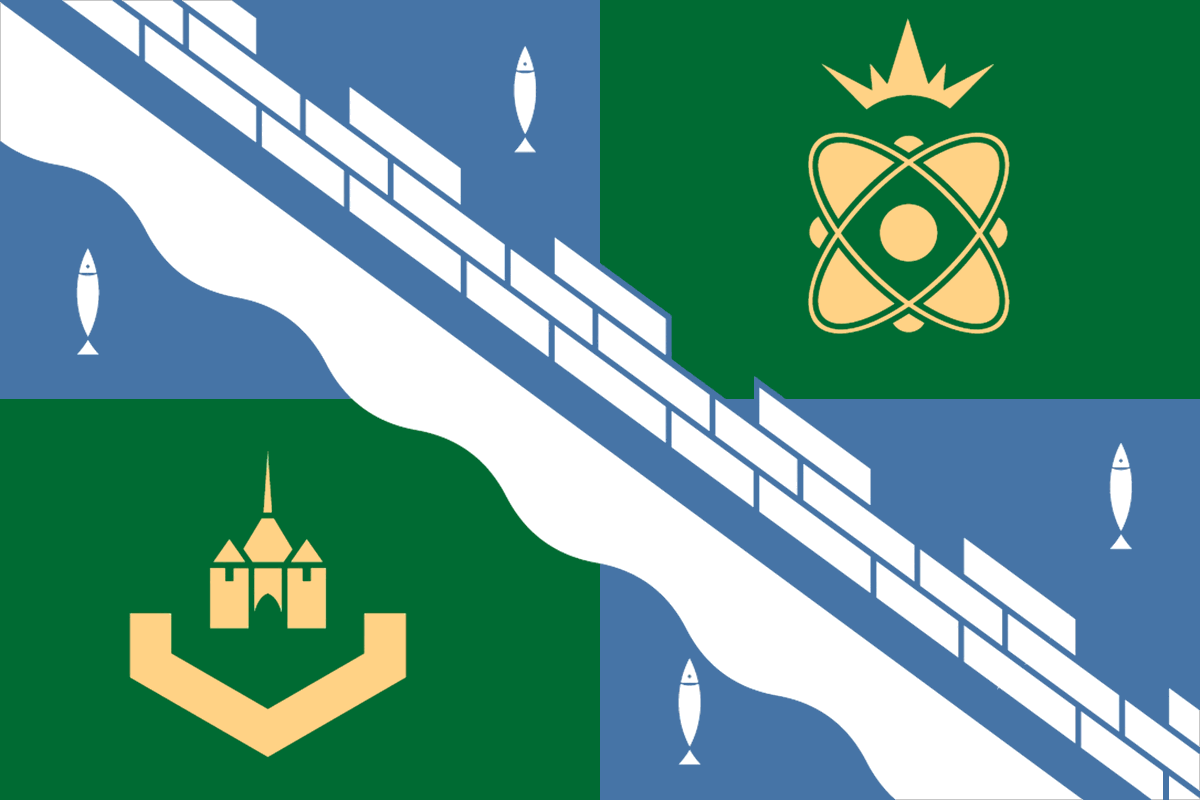
Sosnovy Bor
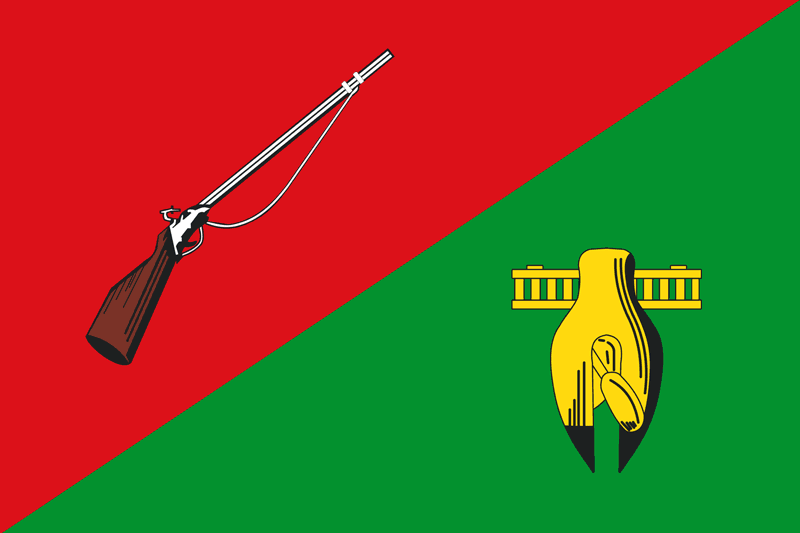
Stary Oskol
Stavropol
Sterlitamak
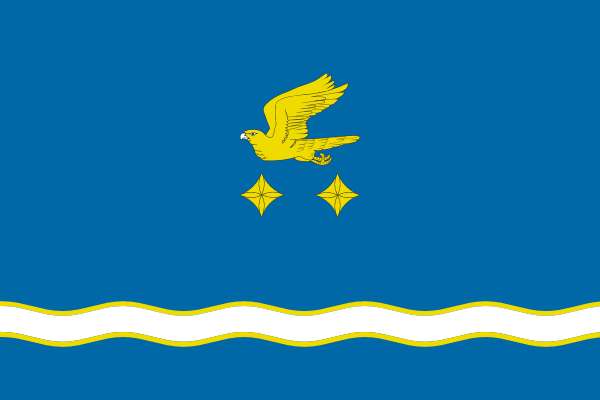
Stoepino
Syktyvkar
Syzran

## T

Taganrog
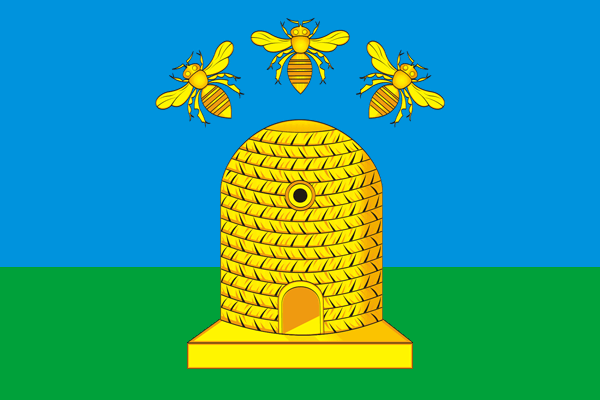
Tambov
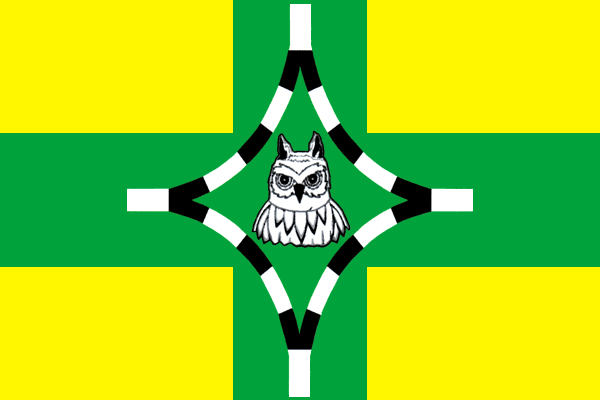
Tichoretsk
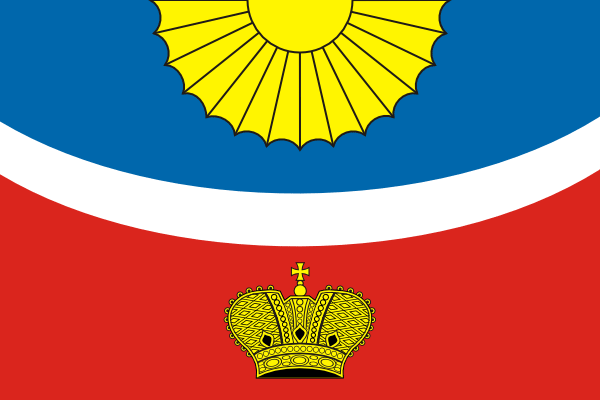
Tichvin
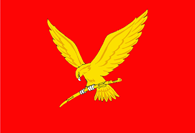
Timasjovsk
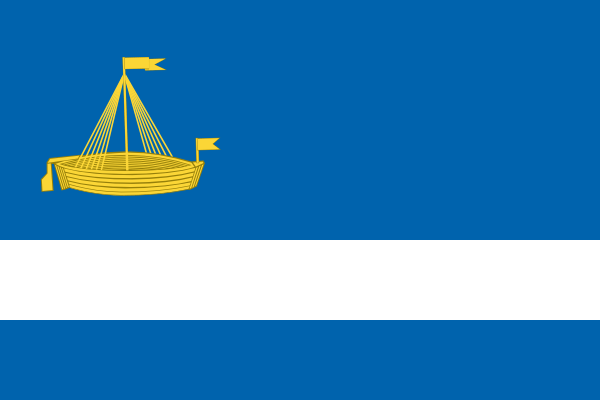
Tjoemen
Tobolsk
Toeapse
Toela
Toejmazy
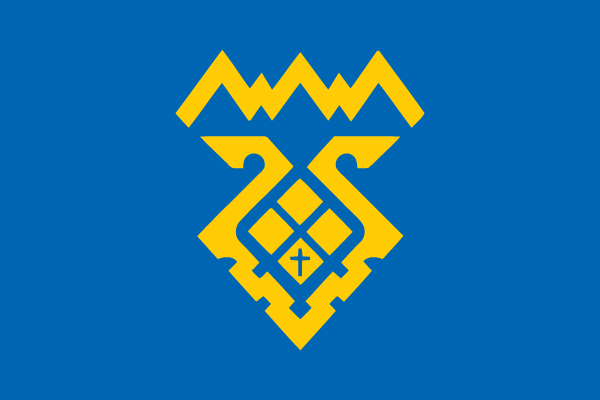
Toljatti
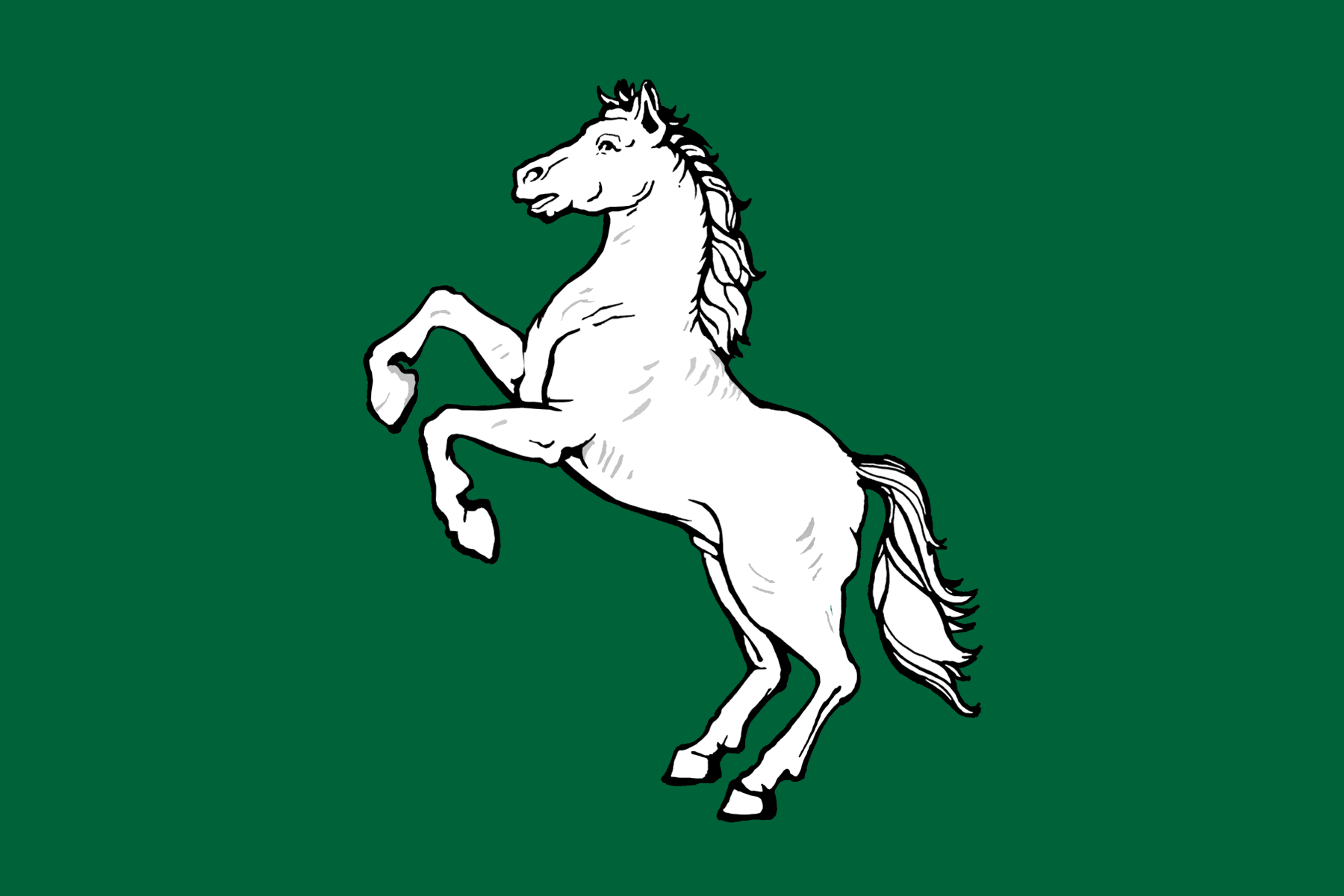
Tomsk
Troitsk
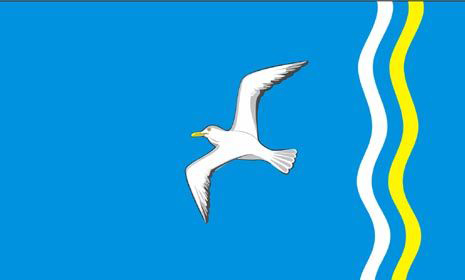
Tsjajkovski
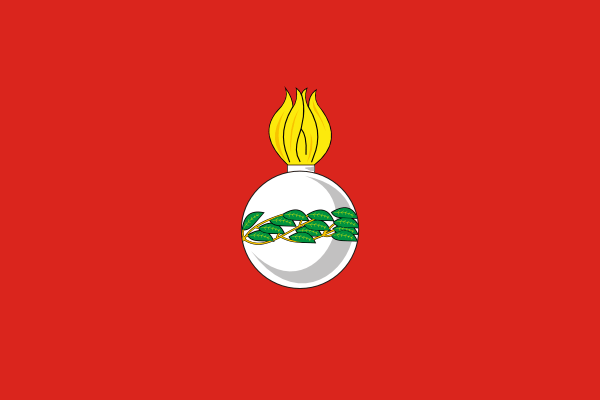
Tsjapajevsk
Tsjeboksary
Tsjechov
Tsjeljabinsk
Tsjerepovets
Tsjerkessk
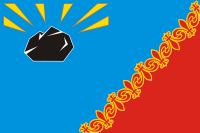
Tsjernogorsk
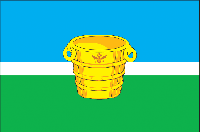
Tsjistopol
Tsjita
Tver

## V

Veliki Novgorod
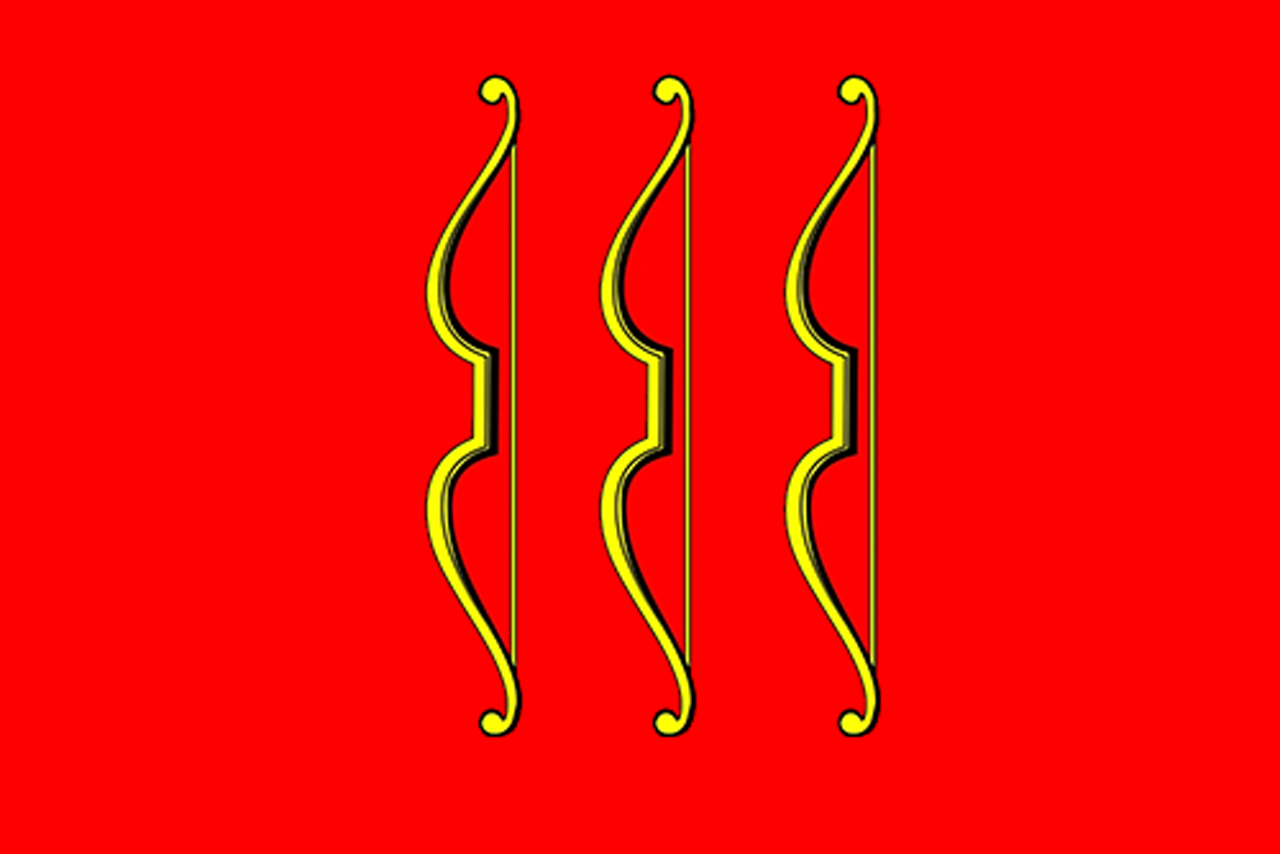
Velikieje Loeki
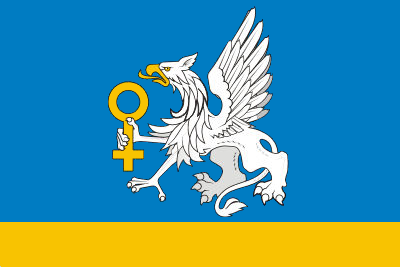
Verchnjaja Pysjma
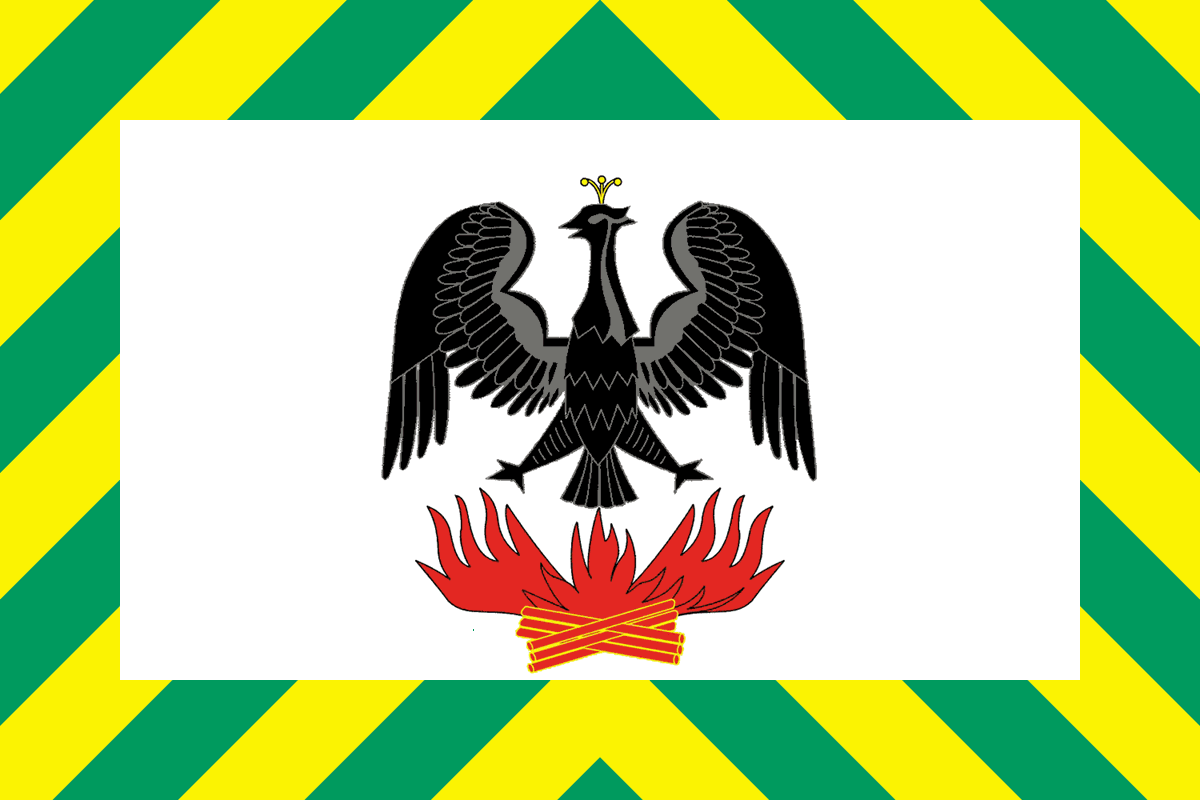
Vidnoje
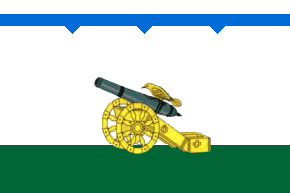
Vjazma
Vladikavkaz
Vladimir
Vladivostok
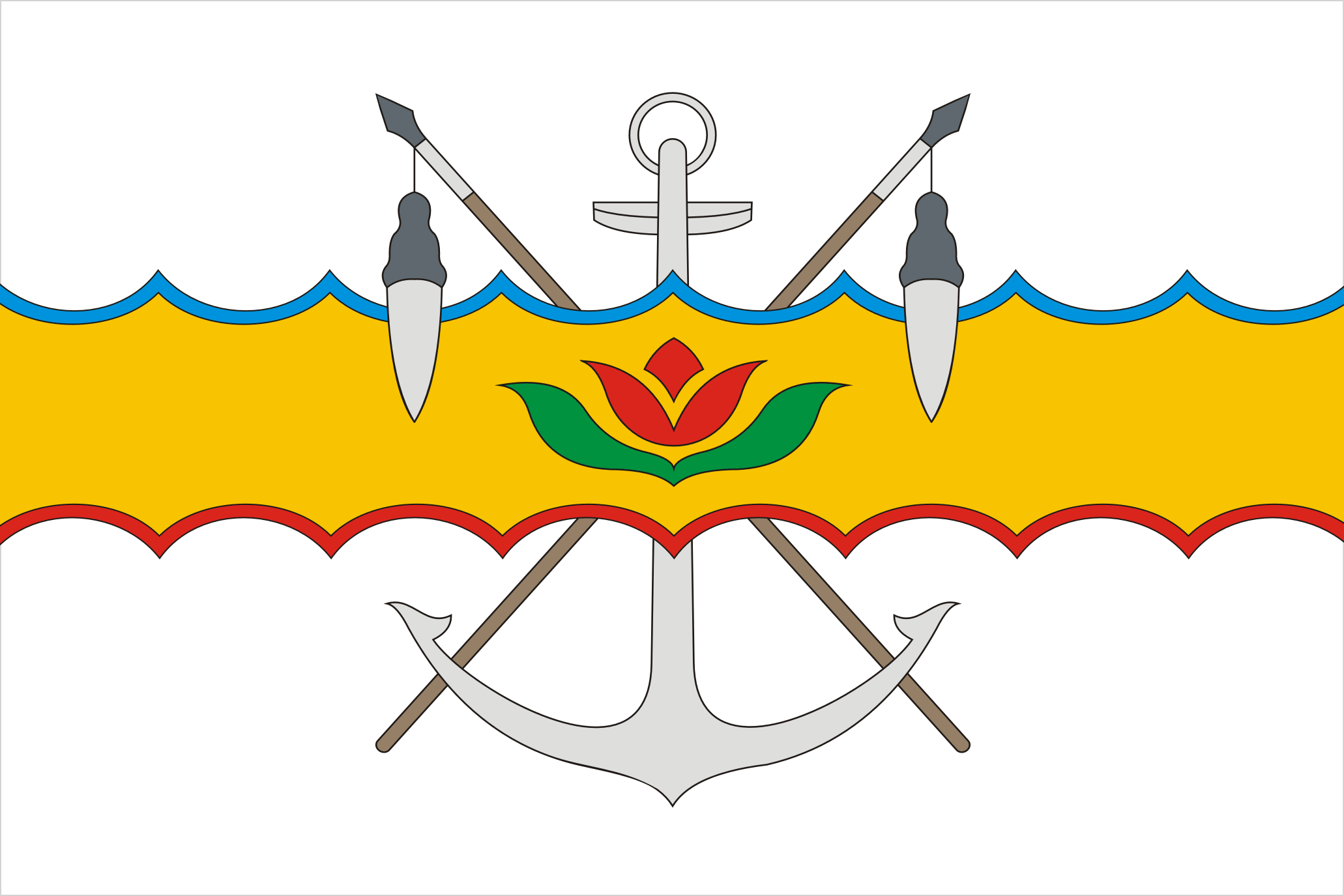
Volgodonsk
Vologda
Volsk
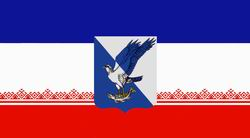
Volzjsk
Volzjski
Vorkoeta
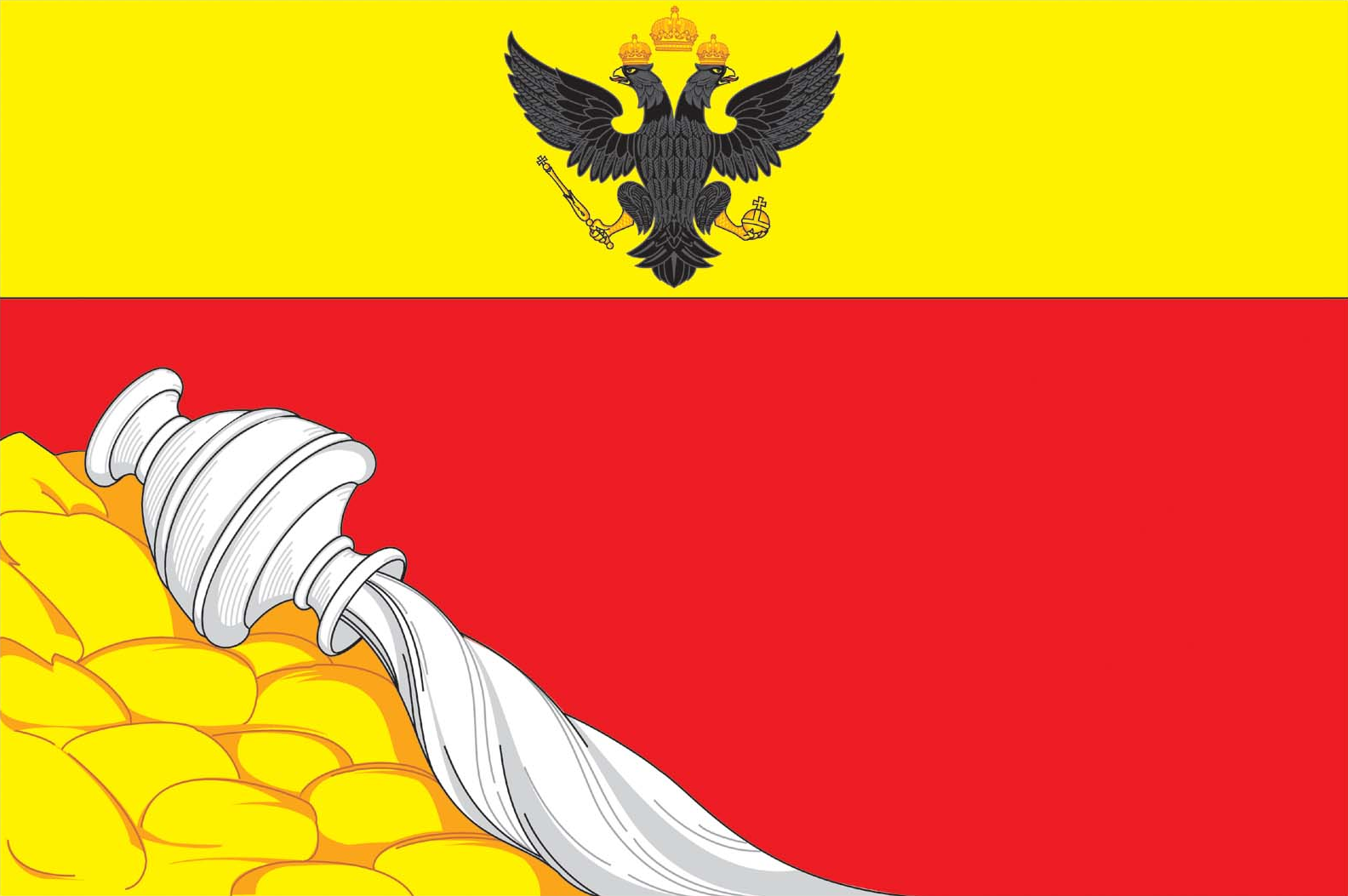
Voronezj
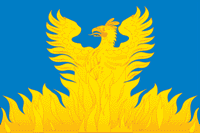
Voskresensk
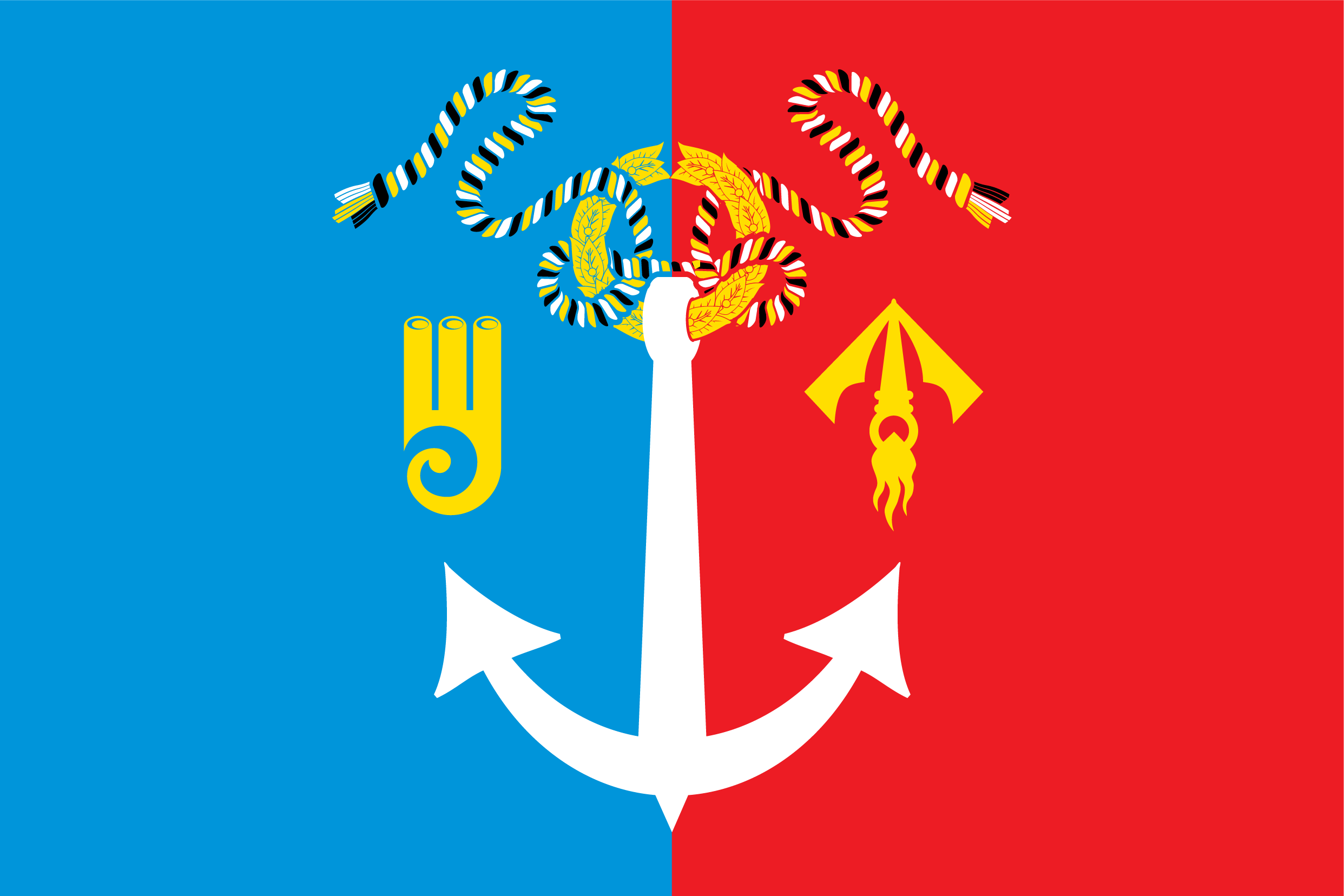
Votkinsk
Vsevolozjsk
Vyborg

## W

Wolgograd

## Z

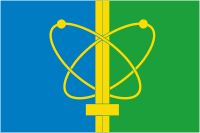
Zaretsjny
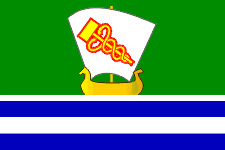
Zelenodolsk
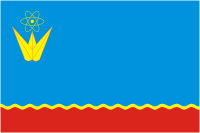
Zelenogorsk
Zelenograd
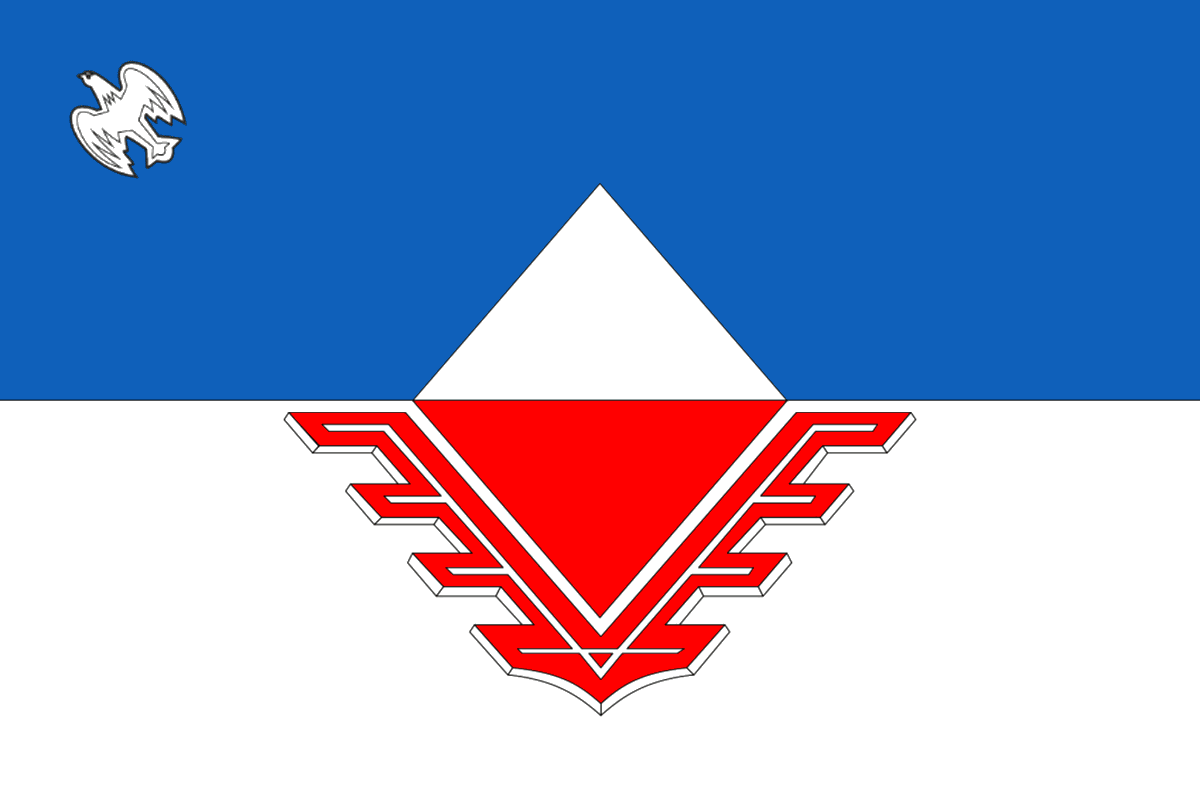
Zjeleznogorsk
Zjeleznogorsk
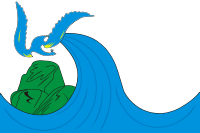
Zjigoeljovsk
Zjoekovski
Zlato-oest

Andorra · Armenië · België · Bosnië en Herzegovina · Brazilië · Bulgarije · Canada · Chili · Colombia · Costa Rica · Denemarken · Duitsland · El Salvador · Estland · Frankrijk · Georgië · IJsland · Indonesië · Italië · Kaapverdië · Kosovo · Kroatië · Letland · Liechtenstein · Litouwen · Luxemburg · Malta · Mexico · Montenegro · Nederland · Noord-Macedonië · Noorwegen · Oekraïne · Oostenrijk · Oost-Timor · Polen · Portugal · Roemenië · Rusland · San Marino · Servië · Slovenië · Slowakije · Spanje · Tsjechië · Venezuela · Verenigd Koninkrijk · Verenigde Staten · Wit-Rusland · Zimbabwe · Zwitserland
Historisch: België · Nederland
Zie ook: Vlaggenlijsten (per land) · Vlaggen van afhankelijke gebieden · Vlaggen van subnationale entiteiten (per land) · Lijst van vlaggen van hoofdsteden